# Ам'єн (футбольний клуб)
Спортивний клуб «Ам'єн» або просто «Ам'єн» (фр. Amiens Sporting Club) — професіональний французький футбольний клуб з міста Ам'єн.
Клуб було засновано під назвою Ам'єн Атлетік Клуб. У 1961 році був об'єднаний з «Ам'єн Спортс», після чого об'єднана команда переїхала на «Стад Ам'єн» й почала виступати під своєю теперішньою назвою.
Протягом більшої частини власної історії клуб виступав у другому та третьому дивізіонах французького чемпіонату. Напередодні початку епохи професіоналізму в Франції (1932 рік) «Ам'єн» був одним з найкращих футбольних клубів країни. У період між 1903 та 1914 роками був незмінним чемпіоном Пікардії УСФСА, а в 1920-х роках двічі ставав чемпіоном Півночі, крім цього, демонстрував непогані результати в кубку Франції. у 1927 році клуб став срібним призером чемпіонату Франції, а сім його гравців були викликані до збірної Франції.
Клуб не поспішав отримати професіональний статус, але в 1933 році все ж отримав його й того ж року взяв участь у другому дивізіоні французького чемпіонату, але не зміг вийти до першого дивізіону. У 1952 році «Ам'єн» відмовився від професіонального статусу й до 1970 року продовжував виступати на аматорському рівні, в аматорському чемпіонаті Франції та чемпіонаті Північної Франції. У 1970 році клуб повернувся до другого дивізіону, а в 1970—1980-х роках балансував між другим та третіми дивізіонами чемпіонату Франції. у 1991 році «Ам'єн» повертає собі професіональний статус. У сезоні 2016/17 років, вперше, після 37 сезонів виступів у другому дивізіоні, «Ам'єн» здобуває путівку до Ліги 1.
Протягом своєї історії «Ам'єн» не виграв жодного національного трофею. До сезону 2016/17 років його головним досягненням був вихід до фіналу Кубка Франції в 2001 році, ставши першим футбольним клубом третього дивізіону французького чемпіонату, який дійшов до цієї стадії кубку Франції, раніше лише чотири футбольні клуби з нижчого дивізіону виходили до фіналу національного кубку, але на момент виходу до цієї стадії вони представляли другий дивізіон.
На даний час президентом клубу є Бернар Жоанне, а з січня 2015 року посаду головного тренера обіймає Крістоф Пеллесьєр, під їх керівництвом «Ам'єн» у сезоні 2016/17 років став віце-чемпіоном Ліги 2 та здобув путівку до вищого дивізіону французького чемпіонату.

## Історія
- 1901 : Заснування Спортивного клубу «Ам'єн»
- 1921 : Відкриття стадіону «Стад Мулонж»
- 1930 : Півфіналісти Кубка Франції (програли «Расінгу» (Коломб)
- 1933 : Набуття професійного статусу
- 1937 : Втрата від професійного статусу
- 1945 : Набуття професійного статусу
- 1952 : Втрата професійного статусу
- 1961 : Злиття з Ам'єнс Спортс
- 1989 : Перейменування в Ам'єн Спортінг Футбал Клаб
- 1991 : Набуття професійного статусу
- 1999 : Відкриття стадіону «Стад де ла Лікорн»
- 2001 : Фіналісти Кубка Франції (програли Страсбуру»)
- 2008 :  Півфіналісти Кубка Франції (програли ПСЖ)
- 19 травня 2017 : 2-ге місце в Лізі 2 і дебютний вихід в Лігу 1, найкращий результат в історії клубу в чемпіонатах
- 5 серпня 2017 : Дебютний матч клубу в Лізі 1, проти ПСЖ

### Дебют клубу (1901—1952)

#### Розвиток Ам'єн Атлетік Клуб (1901—1919)
У місті Ам'єн футбольний клуб з'явився в 1880 році, після заснування ФК «Ам'єн», в ефемерному клубі виступало 20 гравців. На той час цим видом спорту займалися переважно в школах, щоб залучати до фізичної культури якомога більше молодих людей. У зв'язку з цим, пан Ф. Бенуа, доцент кафедри історії, заснував у січні 1899 року Ам'єнську шкільну асоціацію по сприянні екскурсій, лекцій, фізичної активності, розвитку розуму й тіла старшокласників. Місьє Дессанж, викладач англійської мови, допоміг М. Бенуа в управлінні клубом. Проживаючи в Англії, де футбол мав величезну популярність, він запозичив британські правила й запровадив їх у французьких змаганнях. До кінця 1899 року була сформована футбольна команда, яка грала з іншими клубами Північної Франції. По завершенні навчання ряд випускників школи виявили бажання продовжити займатися футболом, отож брати Фредерік та Робер Петі, Жорж Барбьон, Андре Улен та Еміль Тюльєз разом з іншими випускниками школи Ам'єна вирішили заснувати власний клуб. 6 жовтня 1901 року п'ять молодих людей офіційно заснували Спортивний клуб «Ам'єн». СК «Ам'єн» зіграв свій перший матч у жовтні 1901 року проти «Сен-Кантена» на велодромі бульвар Шатудю, один із зовнішніх бульварів, Ам'єн розгроми своїх суперників з рахунком 14:0. У 1902 році під керівництвом першого президента ААК, Фредеріка Петі, було засновано комітет Пікардії УСФСА при Федерації спорту Франції. З 1903 по 1914 рік та з 1919 року «Ам'єн» брав участь у розіграші чемпіонаті Пікардії. Ам'єн ставав переможцем у всіх сезонах цього чемпіонату, окрім 1907 та 1919 років, у яких чемпіонство на стадіоні «Аббевіль» оформлював СК «Аббевіль».

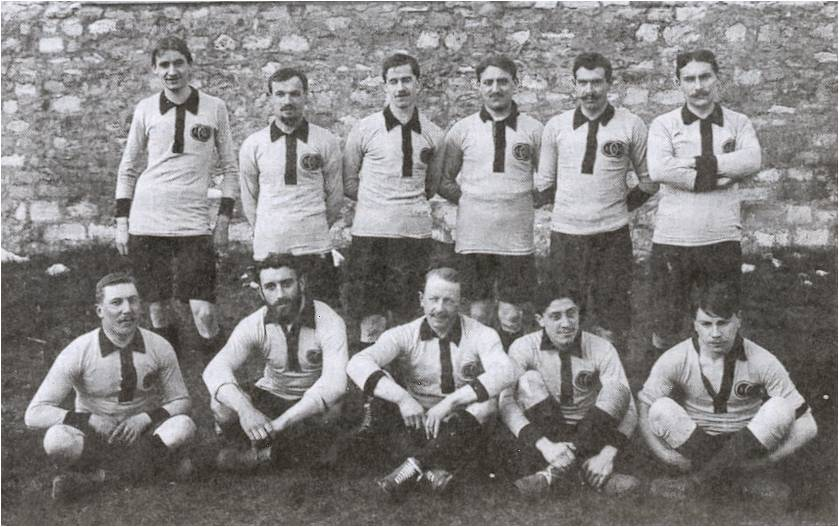
Гравці «Ам'єна» в 1910 році.

Переможець кожного регіонального чемпіонату УСФСА визначався наприкінці сезону, після чого ці переможці грали в чемпіонаті Франції УСФСА за системою плей-оф, в цей період «Ам'єн» виступав практично в кожному національному чемпіонаті. У 1903, 1906 та 1910 роках клуб ставав чвертьфіналістом турніру, а в 1905 році вийшов до 1/2 фіналу, в якому з рахунком 1:5 був розгромлений «Рубе». Успішні виступи клубу й зростання інтересу до клубу з боку футбольних фахівців та зростання глядацького інтересу до футболу, при вихованні справжніх зірок, дозволили в 1909 році побудувати клубу перший футбольний стадіон під назвою «Анрі Доссі д'Ам'єн» дозволили клубу проводити свої власні змагання, щоб гравці клубу отримали змогу частіше виходити на футбольне поле. Таким чином, у 1904 році «Ам'єн» заснував Кубок Жана Котте, в якому протягом восьми років брали участь найкращі французькі футбольні клуби, а також залучалися англійські клуби.
Початок Першої світової війни в 1914 році сповільнює розвиток клубу. Британська армія реквізувала для потреб фронту стадіон Анрі Доссі та мобілізувала старших гравців клубу, через що спортивні чиновники дозволили доукомплектувати дорослу команду 16—18-річними гравцями. Клуб також вирішив долучитися до боротьби, але шляхом проведення футбольних матчів, зокрема були зіграні поєдинки проти футбольних команд британських та французьких військових, це дозволяло рядовим солдатам відволіктися на короткий час від війни та долучитися до футболу.

#### Роки слави (1919—1933)
СК «Ам'єн» відновив нормальне функціонування після завершення Першої світової війни, коли до команди повернулися деякі гравці. Окрім цього, під керівництвом президента клубу, доктора Альбера Мулунжа, перед командою було поставлене завдання стати найкращим клубом Північної Франції. Спочатку «Ам'єн» отримав новий стадіон в районі Анрівілль де Ам'єн. Його було офіційно відкрито 4 грудня 1921 року, а в 1931 році він змінив назву на «Стад Мулунж». Амбіції клубу матеріалізувалися в 1920 році, коли розпочалися золоті роки «Ам'єна», в цей період команду підсилюють гравці з Північної Франції та Парижа, а спонсором клубу стають місцеві підприємства текстильної промисловості. Таким чином, протягом цього періоду «Ам'єн» стає однією з найсильніших команд Франції, а декілька гравців клубу отримують запрошення до лав національної збірної країни.
У квітні 1919 році футбол відокремлюється від УСФСА, після чого припиняє своє існування Чемпіонат Франції з футболу під егідою цієї організації. Французький комітет федерацій, який був членом ФІФА, одноосібно починає організовувати футбольні змагання в Франції, згодом цей Комітет трансформується в Французьку футбольну федерацію (ФФФ). Північний комітет УСФСА та Північна ліга приєдналися до ФФФ, за умови, що в Пікардії не буде проводитися окремий чемпіонат. У сезоні 1919/20 років команда стала бронзовим призером останнього чемпіонату Пікардії й не пробилася до фінальної частини останнього чемпіонату Франції УСФСА. Напередодні початку наступного сезону клуби «Айсн» та «Ус» збираються в Сені-на-Марні та утворюють Лігу Іль-де-Франс. Ізольований регіон Сомма приєднується до Північної ліги, в той же час «Ам'єн» у дебютному сезоні підвищується в класі та потрапляє до другого дивізіону регіонального чемпіонату. Три роки по тому, в квітні 1923 року, «Ам'єн» став переможцем другого дивізіону та вийшов до престижного Дивізіону А Північ, перед клубом відкрилися нові перспективи. Досить швидко «Ам'єн» обігрує таких іменитих суперників як «Олімпік» (Лілль), «Рубе» та УС «Туркон», й у 1924 році стає переможцем турніру, випередивши на одне очко «Олімпік» (Лілль). У 1925 році «Ам'єн» стає срібним призером чемпіонату, пропустивши вперед лише «Рубе», а в 1927 році стає переможцем чемпіонату Північного чемпіонату, значно випередивши своїх найближчих конкурентів. Цей успіх дозволяв клубу брати участь в аматорському чемпіонаті Франції, який проходив з 1926 по 1929 рік під егідою Французької федерації футболу, яка сподівалася відродити змагання після 1919 року, коли припинив існування чемпіонат Франції УСФСА. Паралельно з виступами в чемпіонаті Північної Франції, в 1927 році «Ам'єн» виступає і в національному чемпіонаті, де за системою плей-оф, дійшов до фіналу змагання, в якому поступився клубу «Серкль Атлетік де Паріс».
Окрім регіональних змагань, французькі клуби брали участь і в національних змаганнях, в тому числі й у кубку Франції, який засновано в 1917 році. Виступаючи в чемпіонаті Північної Франції, Ам'єн чотири рази доходив до 1/4 фіналу (1925, 1928, 1931, 1934), а в 1930 році вийшов до 1/2 фіналу турніру, де щоразу поступався більш іменитим суперникам. Незважаючи на те, що «Ам'єн» у цей період жодного разу не виграв кубок Франції, він все ж зарекомендував себе в національних змаганнях як досить сильний суперник. У кубку Франції 1930 року «Ам'єн» по-черзі вибивав з турніру ЖА де Сен-Уєн, «Аррас», «Рубе», «Дюнкерк», але був зупинений у 1/2 фіналу «Расінгом». 6 квітня 1930 року обидві команди зустрілися на олімпійському стадіоні Ів дю Мануар у Коломбі в півфіналі, основний час поєдинку завершився з рахунком 0:0. Відповідно до правил, які діяли на той час, мало відбутися перегравання цього поєдинку. Обидві команди зустрілися два тижні по тому, 19 квітня 1930 року, знову в Коломбі. «Ам'єн» повів у рахунку в першому таймі завдяки голу Марселя Брона, проте у другому таймі завдяки голу Марселя Гале «Расінг» зрівняв рахунок. Але в останній десятихвилинці матчу «Ам'єн» пропустив двічі, через що не зміг зіграти у фіналі турніру проти «Сета».

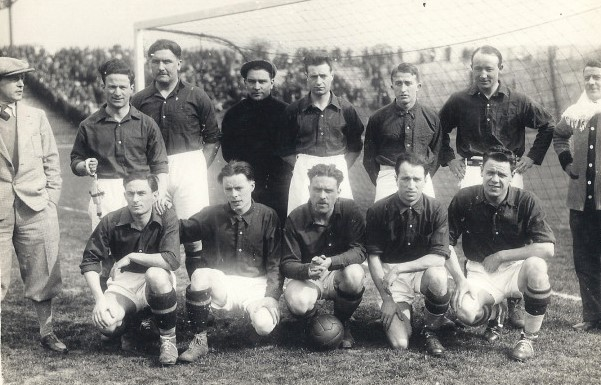
Гравці «Ам'єна» в 1930 році напередодні одного з матчів.

У той час футбол все більше перетворювався на шоу, і став важливим економічним фактором, матчі приносили значні прибутки й підвищували активність місцевої торгівлі. Проте футбол в той час був аматорським видом спорту й тогочасне законодавство забороняло клубам платити своїм гравцям. Керівництво французьких клубів намагалося знайти рішення цій проблемі, щоб мати змогу залучити найкращих гравців до своїх команд, і більшість навчилися обходити закон, практикуючи т. зв. «сіре аматорство», за яким непрямим шляхом гравець все ж отримував певні кошти, пропонуючи, наприклад, частку в управлінні бізнесом або офіційну роботу в місцевій компанії. Таким чином, у 1925 році «Ам'єн» розпочинає тісну співпрацю з місцевими компаніями, як-от Devred, на якому офіційно числилися працівниками багато гравців клубу. Наприклад, щоб запросити до команди нападника Поля Ніколя, майбутнього тренера національної збірної Франції, при переході до клубу в 1928 році вимагав під своє управління готель та кафе, але зрештою погодився на керівництво торгівлею рибною лавкою.

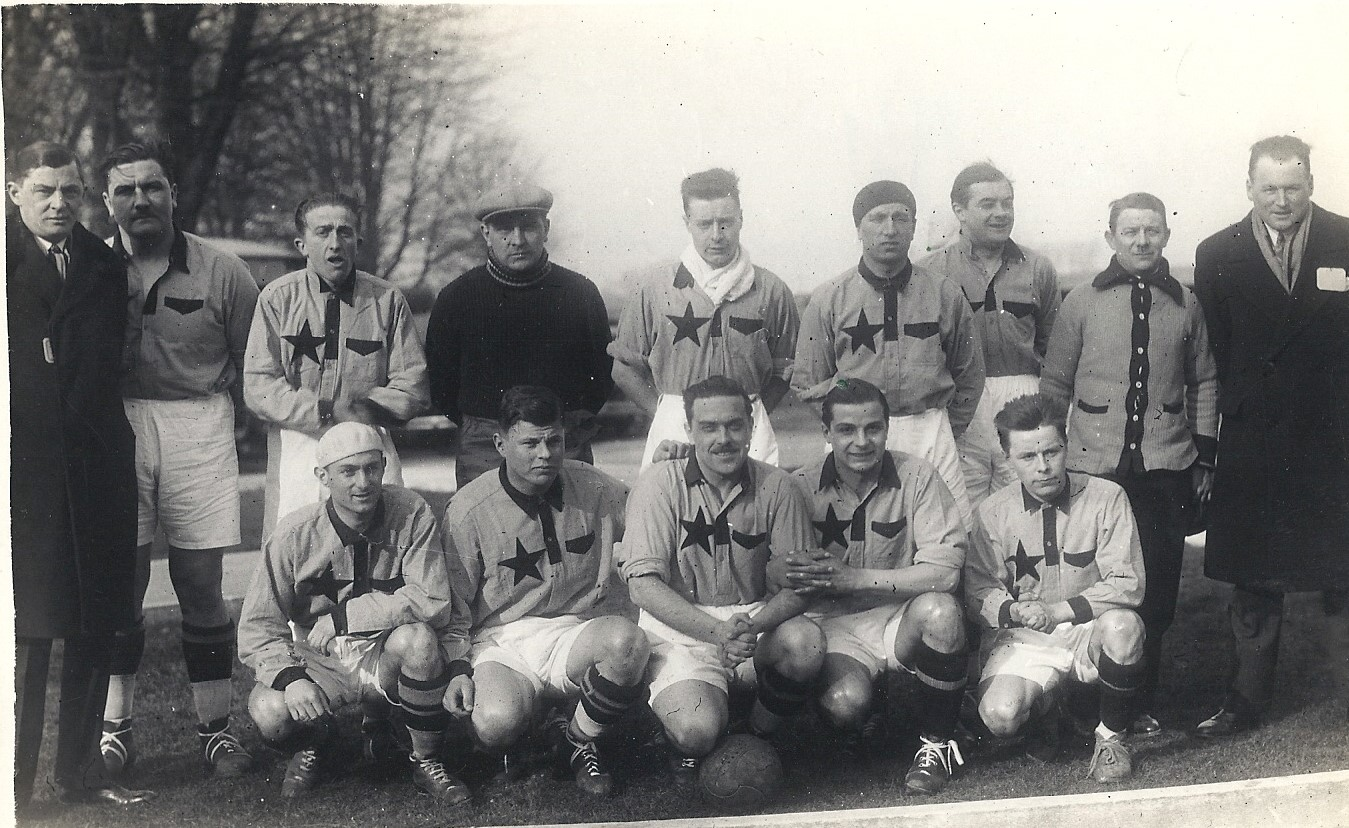
Команда клубу «Ам'єн» напередодні одного з матчів у 1931 році.

Проте перехід до професіонального статусу розповсюджувався по країні й все частіше ставав необхідністю для гравців та футбольних клубів країни. Нарешті, після тривалих дискусій Національна рада ФФФА 17 січня 1931 року проголосував принцип введення професіоналізму, а в січні 1932 року визначила правила професіоналізму, в тому числі й передбачила проведення професіонального чемпіонату Франції з футболу. Однак ФФФА отримала можливість надавати дозвіл на перехід до професіоналізму, й отже, можливість взяти участь у першому розіграші чемпіонату Франції, на участь у цьому чемпіонаті цілком легітимно міг претендувати й «Ам'єн», будучи одним з найсильніших французьких футбольних клубів. Проте, 10 червня 1931 року Рада директорів клубу та його меценати висловили своє негативне ставлення до професіоналізації, «Ам'єна не має планів ставати професійним клубом або мати професійні секції. ААС є спортивним клубом, й усі його спортивні відділи й надалі залишатимуться аматорськими». Проте згодом керівництво змінило свою думку й подало заявку на отримання професіонального статусу, яку було прийнято 4 квітня 1932 року. На початку червня клуб отримав професіональний статус та приєднався до 21-го «авторитетного» клубу (GCA), але вже 27 червня, через конфлікт між GCA та Північною лігою керівництво клубу знову змінює рішення та відмовляється від професіонального статусу. Це рішення неминуче відобразилося на результатах команди, оскільки більшість гравців клубу вже отримали на той час статус професіоналів. Після цього «Ам'єн» продовжив виступати в значно ослабленому чемпіонаті Північної Франції, оскільки «Олімпік» (Лілль) та «Ексельсіор» (Рубе) приєдналися до професіоналів. «Ам'єн», який пропускав перший розіграш професіонального чемпіонату Франції, показав досить блідий сезон 1932/33 років, оскільки через кадрові втрати не зміг порадувати власних уболівальників такою ж змістовною грою, як і в минулих роках.

#### Дебют на професіональному рівні (1933—1952)
Незабаром після відмови від професіонального статусу, керівники «Ам'єну» починають усвідомлювати те, що їх клуб вже не входить до когорти найпрестижніших футбольних команд Франції. Президент клубу, доктор де Бютлер, заявив проте, що він «буде працювати для того, щоб AAK залишився серед еліти французького футболу». Після цього він, порадившись з рештою керівництва клубу, в червні 1933 року надсилає заявку до ФФФА на отримання професіонального статусу, яку, зрештою, задовільняють. Після цього команда придбала 10 гравців для участі в новоствореному другому дивізіоні чемпіонату Франції. Протягом чотирьох сезонів «Ам'єн» бере участь у цьому чемпіонаті, при цьому збільшуючи витрати на придбання нових гравців, заробітні плати та організацію матчів. Таким чином, станом на кінець сезону 1935/36 років керівництво клубу інвестувало в команду 140 000 франків для того, щоб підвищитися в класі, проте «Ам'єн» фінішував лише на 5-му місці. Значні витрати клубу та невихід команди до вищого дивізіону французького чемпіонату призвели до того, що по завершенні сезону «Ам'єн» накопичив боргів на суму 200 000 франків, через що керівництво клубу звернулося до мера Ам'єна та торговців міста з проханням про фінансові субвенції. Проте фінансові субвенції не допомогли клубу повністю розрахуватися з боргами, тому 15 червня 1937 року клуб змушений був відмовитися від виступів на професіональному рівні. Незважаючи на те що в Лізі 2 команда фінішувала на 11-му місці, після повернення до регіонального чемпіонату клуб був змушений стартувати в Чемпіонаті Північі-Па-де-Кале, другому дивізіоні чемпіонату Північної Франції.
Початок Другої світової війни в 1939 році призупинив проведення більшості національних чемпіонатів. Тим не менше, Французька футбольна федерація оголошує про проведення чемпіонату для тих футбольних клубів, які бажають взяти в ньому участь. Таким чином, у 1941 році «Ам'єн» взяв участь у чемпіонаті окупованої зони, проте фінішував на останньому місці так і не здобувши жодної перемоги в 16-ти матчах. Наступного сезону команда також брала участь у розіграші чемпіонату. Цього разу результат також був не дуже вдалим. Команди-учасниці були розділені на дві групи, північну та південну. Ам'єн фінішував на 13-му місці серед 16-ти команд-учасниць. У 1943 році Режим Віші, який негативно ставився до професіоналізму, видозмінив чемпіонат, тепер замість клубів було створено 16 команд, які представляли різноманітні регіони Франції, а уряд почав виплачувати заробітну плату футболістам. Проте Пікардія не отримала свого представництва, тому гравці з цього регіону не брали участі в цьому чемпіонаті. Французькі клуби, які не вступали в конфлікт з Федерацією, в перші дні після визволення країни, 27 жовтня 1944 року об'єдналися в єдину Лігу, це були команди, які в 1932 році отримали професіональний статус й брали участь у першому професіональному чемпіонаті Франції. Ці клуби зобов'язалися утворити два професіональні дивізіони, Лігу 1 та Лігу 2.
Наприкінці війни «Ам'єн» також отримав професіональний статус і протягом семи сезонів, з 1945 по 1952 роки, виступав у Лізі 2. Протягом перших шести сезонів команда постійно посідала місця в середині турнірної таблиці, а в сезоні 1950/51 років досягла свого найкращого результату, фінішувала на 7-му місці в підсумковій турнірній таблиці. Проте вже наступного року, «Ам'єн» фінішував на 16-му місці серед 18-ти команд-учасниць. Після цього керівництво клубу, як і в 1937 році, вирішило відмовитися від професіонального статусу, а команда повернулася до виступів у другому дивізіоні чемпіонату Північної Франції. Наступного разу клуб отримав професіональний статус лише в 1991 році.

### Довгий період виступів на аматорському рівні (1952—1991)

#### Злиття та створення Спортивного клубу «Ам'єн» (1952—1970)
Пройшовши період професіоналізму на початку своєї історії, після цього для «Ам'єна» почався тривалий аматорський період. У період з 1945 по 1970 рік, перша команда по черзі виступала в Національному аматорському чемпіонаті Франції, Дивізіоні Пошани та Дивізіоні виходу до Пошани, на той час це були перший, другий і третій рівні аматорського чемпіонату Франції. За підсумками сезону 1945/46 років команда залишила Дивізіон Пошани та вибула до Дивізіону виходу до Пошани (регіональне змагання), в якому виступала протягом восьми сезонів. За підсумками сезону 1953/54 років команда здобула путівку до Дивізіону Пошани. У своєму дебютному сезоні в цьому турнірі «Ам'єн» посів високе друге місце, поступившись чемпіонством Ліллю, який і підвищився у класі до Національного чемпіонату. Після четвертого місця в сезоні 1955/56 років, команда, нарешті, офіційно оформлює путівку до Національного чемпіонату, при цьому завершивши сезон з однією поразкою в 22 матчах. У період з 1957 по 1961 роки «Ам'єн» виступає у найвищому дивізіоні аматорського футболу Франції — Національному чемпіонаті, група «Північ». У перших трьох сезонах у цьому турнірі клуб виступав досить успішно, посівши 4-те місце в своїй групі в 1958 та 1960 роках, але найуспішнішим став сезон 1959 року, коли 3 травня «Ам'єн» після перемоги над «Орлеаном» на чолі з Едуардом Гардюном оформив чемпіонство в Північній групі. Завдяки цьому тріумфу команда вийшла до фінального етапу аматорського чемпіонату Франції, де змагалася з іншими чотирма переможцями регіональних груп за звання абсолютного чемпіона, проте безуспішно. Після цього команда вже не демонструвала впевненої гри і за підсумками сезону 1960/61 років, в якому виступала вже під назвою Спортивний клуб «Ам'єн», вилетіла до Дивізіону Пошани.
21 вересня 1961 року «Ам'єн Атлетік Клуб» об'єднався зі Спортивним клубом «Ам'єн». Стадіон СК «Ам'єн» знаходився поруч з в'язницею д'Ам'єн рют д'Альбер, тому команда переїхала до нього, залишивши «Стад ам'єну», на якому виступала з 1909 року. При злитті обох команд, Ам'єн Атлетік Клуб був перейменований у СК «Ам'єн» і продовжив свою діяльність спираючись на результати та інфраструктуру Ам'єн Атлетік Клуб. Вже під новою назвою гравці «Ам'єна» продовжували виступати в аматорських змаганнях. У 1963 року команда стала чемпіоном Дивізіону Пошани та повернулася до Національного чемпіонату. Протягом наступних семи сезонів «Ам'єн» виступав у Північній групі Національного чемпіонату, під керівництвом Емільєна Мересса та Андре Грильйона. В цей період гравці демонструють хороші результати, так у 1965 та 1967 роках вони фінішували третіми, а в 1966 році — другими, але не змогли кваліфікуватися для участі в фінальній частині чемпіонату.
У 1970 році з ініціативи президента Французької футбольної федерації Фернанда Састра та віце-президента цієї ж організації Анрі Партелля були розпочаті реформи футбольних змагань у Франції, які мали на меті зламати існуючі бар'єри між професіональним та аматорським футболом. На зміну аматорському Національному чемпіонату прийшла Ліга 3, тепер було встановлено обмін між оновленим аматорським Національним чемпіонатом та Лігою 3, новим футбольним змаганням. 30 травня 1970 року Федеральна Рада ФФФ оголосила список команд-учасниць у новому чемпіонаті, до якого потрапив в тому числі й «СК Ам'єн», завдяки своїй давній та багатій історії, при цьому клуб закінчив чемпіонат на сьомому місці в своїй групі

#### Повернення до другого дивізіону (1970—1991)
Протягом двадцяти одного року (з 1970 по 1991 роки) «Ам'єн» не демонстрував стабільних результатів. Команда по шість разів переміщувалася між Другим та Третіми дивізіонами національного чемпіонату. А в сезонах 1988—1990 років взагалі виступала в Четвертому дивізіоні. Андре Грілльйону, який тренував клуб з 1968 по 1977 роки, вдавалося утримувати «Ам'єн» у Другому дивізіоні, за винятком сезону 1973/74 років
коли клуб виступав у Третьому дивізіоні. У тому сезоні «Ам'єн» переміг у своїй групі, а в фінальній частині чемпіонату двічі (з рахунком 1:4 та 2:4) поступився резервістам «Нанту». Чотири роки по тому, після нового вильоту до Третього дивізіону, СК «Ам'єн» перемагає в своїй групі, після чого знову поступився в фіналі змагання, цього разу резервній команді «Сошо».
У сезоні 1978/79 років клуб посів останнє місце в груповому етапі Дивізіону 2 й знову опустився в Дивізіон 3. У цьому турнірі «Ам'єн» виступав протягом п'яти сезонів, кожного разу зупиняючись за крок до першого місця в групі, але, оскільки лише переможці груп можуть розіграти між собою право підвищитися в класі, кожного разу команда з Ам'єна змушена була все розпочинати знову. І нарешті в сезоні 1983/84 років клубу вдалося посісти перше місце в групі «Північ», випередивши «Мобеж». Проте міцно закріпитися у Другому дивізіоні «Ам'єн» не зумів, й до 1991 року ще чотири рази балансував між Другим та Третім дивізіонами.
24 травня 1987 року, через фінансові проблеми та борг у 7 мільйонів франків, клуб оголосив себе банкрутом. Після цього арбітражний суд призначив президентом клубу Жюльєна Берні, який мав забезпечити процедуру банкрутства та пом'якшити рішення ФФФ про автоматичне переведення клубу до регіональних змагань. У цій напруженій ситуації, зрештою, «Ам'єн» було переведено до Третього дивізіону на сезон 1987/88 років. Незважаючи на завдання за підсумком сезону підвищитися в класі, команда зрештою опинилася на дні турнірної таблиці, випередивши лише на одне очко ЕС Арк та КА Лізьє й, таким чином, вилетів до четвертого дивізіону національного чемпіонату. У 1989 році команда знову змінила назву, цього разу на «Ам'єн Спортінг Клуб», під якою й виступає на даний час. У своєму другому сезоні в четвертому дивізіоні, під керівництвом тренера Хюга Жульєна клуб зумів вибороти путівку до третього дивізіону, в якому продовжував показувати хороші результати, зрештою Ам'єн у своїй групі закінчив чемпіонат на першому місці, завдяки чому 19 травня 1991 року гарантував собі право на участь наступного сезону в Лізі 2, й зумів піднятися до еліти французького футболу після фінансової кризи 1980-х років.

### Повернення в професіонали (з 1991 року)

#### Підвищення «Ам'єна» (1991—2008)
У 1991 році президентами клубу були Паскаль Пулло та Франсуа Госсар, які допомогли вивести команду до Другого дивізіону й отримати професіональний статус, вперше за майже 40 років після добровільної відмови від нього. «Ам'єн» увійшов у нову для себе спортивну еру в професіональних французьких змаганнях, при цьому розвиваючи власну спортивну базу. У вересні 1996 року клуб створює власну футбольну школу, АСК Футбол Формасьйон, для того щоб виховувати молодих футболістів та залучати їх до першої команди. З іншого боку, «Стад Мулунже», домашня арена клубу з 1921 року, занадто застарів та став замалим для представника Другого дивізіону, тому клуб і місто Ам'єн ухвалили рішення наприкінці 1990-х років про будівництво нового, більшого, стадіону на 12 000 місць, Стад де ла Лікорну. Він був відкритий 24 липня 1999 року й мав забезпечити покращене фінансування клубу в сезоні 1999/00 років.

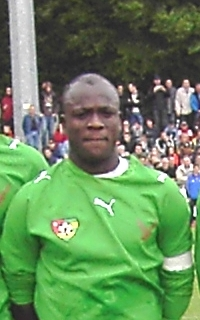
Захисник Жан-Поль Абало, гравець національної збірної Того, виступав у складі «Ам'єна» з 1995 по 2005 роки.

Незважаючи на те, що в 1970-х та 1980-х роках клуб неодноразово підвищувався та понижувався в класі, в 1990—2000-х роках настав період відносно стабільних виступів, з 1991 по 2009 роки команда виступала в Лізі 2, за винятком сезонів 1993/94 та 2000/01 років, які «Ам'єн» провів у Національному чемпіонаті, третьому дивізіоні французьких футбольних змагань. Проте в обох випадках команда посідала другі місця в Національному чемпіонаті й одразу ж поверталася до Ліги 3. Незважаючи на стабільні виступи, перед клубом завжди ставилися максимально високі турнірні завдання, але «Ам'єн» залишався середняком Ліги 2.
Особливої уваги потребують виступи в цей період команди в кубку Франції. 24 січня 1999 року в 1/32 фіналу кубку в сезоні 1998/99 років, в якому на домашньому стадіоні «Ам'єн» переграв «Монако» і вперше з 1979 року пройшов далі цієї стадії змагання. Після цього клуб дійшов до 1/8 фіналу, чого йому не вдавалося з 1943 року, й повторив це досягнення в сезоні 1999/00 років. Після цього «Ам'єн», на чолі з головним тренером Денісом Тро, продемонстрував відмінний результат в сезоні 2000/01 років. Як представник Національного чемпіонату команда стартувала в 5-му раунді змагання, й по черзі переграла «Бресль», «Олімпік» (Сен-Куентен), УС «Но-ле-Мен», «Бово», «Ламбр», «Ренн», «Ле Ман», «Труа», й вперше вийшов до фіналу національного кубку. «Ам'єн» став лише одним з трьох клубів-представників нижчого дивізіону, який виходив до фіналу кубку Франції, раніше такого успіху досяг у 1996 році «Нім» та «Кале» в 2000 році. Вибивши з турніру чотири команди з вищого дивізіону, 26 травня 2001 року «Ам'єн» зіграв у фінальному поєдинку проти «Страсбура» з Ліги 1. На очах 78 641-го глядача, які того дня завітали на Стад де Франс, «Ам'єн» зіграв зі «Старсбуром», основний час поєдинку завершився нульову нічию, тому команди вирішували долю трофея в серії післяматчевих пенальті. Кожна з команд реалізувала по три перші удари в серії, допоки Жан-Поль Абало не дозволив відбити свій постріл воротарю національної збірної Парагваю Хосе Луїсу Чилаверту, який реалізував останній пенальті своєї команди в серії й допоміг тріумфувати в кубку з підсумковим рахунком 5:3. У цьому ж сезоні «Ам'єн» також успішно виступив і в Кубку Ліги, новому турнірі заснованому в 1994 році, дійшовши до 1/4 фіналу, в якому поступився лише майбутньому володарю трофея, «Олімпіку» (Ліон).
Після провального сезону 2001/02 років, за підсумками якого команда посіла 12-те вилетіла до Ліги 2, «Ам'єн» наступний чемпіонат завершив в середині турнірної таблиці, й лише в сезоні 2003/04 років «єдинороги» дійшли до 1/4 фіналу кубку Франції, в якому в себе вдома з рахунком 0:1 поступилися «Діжону». У сезоні 2006/07 років на чолі з тренером Людовіком Бателлі «Ам'єн» продемонстрував свій один з найкращих в історії клубу за останні десять років сезонів посівши четверте місце, при чому команді не вистачило лише одне очко від третього місця, яке дозволяло вийти до Ліги 1. Команда протягом майже усього сезону посідала п'яте місце й за п'ять турів до завершення чемпіонату відставав на шість очок від третього місця, напередодні поєдинку з «Каном». Розпочалося заочне протистояння з двома клубами. Проте не дивлячись на п'ять поспіль перемог, «Ам'єн» з 69-ма набраними очками не зміг потрапити на п'ядестал пошани й поступився «Кану» та «Страсбуру».
Проте вже наступний сезон став справжнім розчаруванням для клубу й незважаючи на величезні амбіції, «Ам'єн» посів лише 14-те місце. Проте, на відміну від чемпіонату, в кубку Франції знову вдало виступив. У сезоні 2007/08 років, як і сім років раніше, дійшов до півфіналу турніру. Проте вже наступного сезону команда вже не досягла такого ж успіху, й 6 травня 2008 року на стадіоні «Лікорн» ПСЖ з рахунком 1:0 переміг «Ам'єн», але по завершенні сезону клуб підвищився в класі.

#### Нестабільні виступи в професіональних змаганнях (2008—2017)

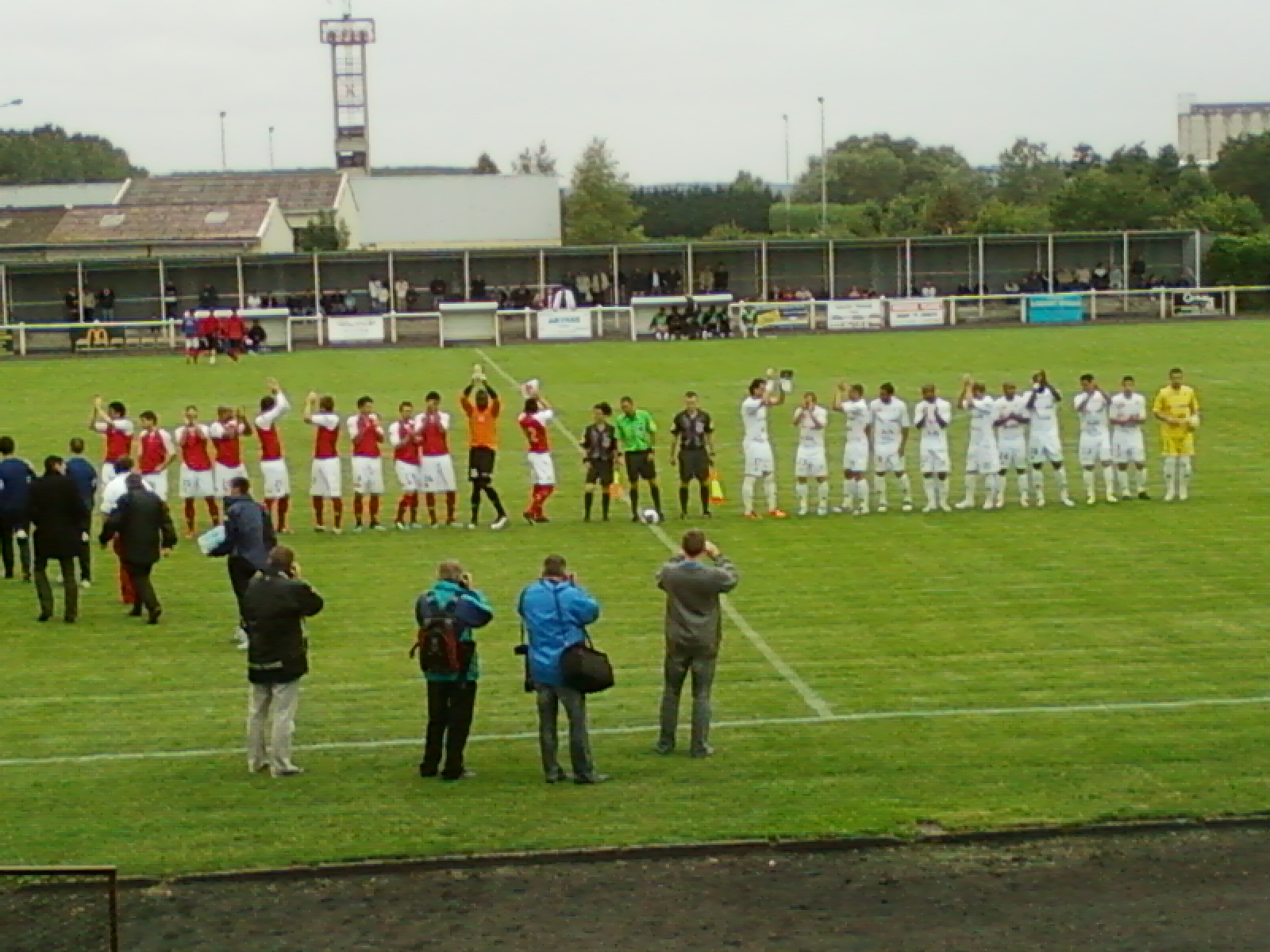
«Ам'єн» під час товариського матчу проти «Стад де Реймс» 16 липня 2011 року.

Вдалий виступ «Ам'єна» в попередніх сезонах, як у чемпіонаті, так і в кубку Франції, дозволив сподіватися керівництву клубу та вболівальникам на те, що «Ам'єн» зможе стати одним з лідерів Ліги 2. Але ці сподівання не виправдалися. У сезоні 2008/09 років клуб за п'ять турів до завершення змагань в Лізі 2 посідав 12-те місце, перебуваючи лише в семи очках від зони вильоту, й по завершенні сезону команда опинилася в зоні вильоту, майже через місяць після інавгурації нового президента клубу Бернара Жоанне, який прийшов з величезними амбіціями по розбудові клубу. Через провальне завершення сезону та збіг ряду обставин «Ам'єн» стартував у Національному чемпіонаті (третій дивізіон). Незважаючи на те, що з 34 по 37-й тури «Ам'єн» проводив три поспіль домашні поєдинки, в яких команда з однойменного міста тричі зіграла в нічию та зазнала однієї поразки, в той же час її найближчі переслідувачі зуміли набрати такі цінні для них очки, й напередодні останнього туру «Ам'єн» від зони вильоту відділяли усього два очка. Поразка Ам'єна, в поєднанні з перемогою своїх двох найближчих переслідувачів, опустила клуб на 18-те місце в турнірній таблиці й відправило його до Національного чемпіонату, оскільки «Ам'єн» до останнього туру не опускався нижче 15-го місця, при чому команда вилетіла внаслідок того, що за 15 хвилин до завершення свого поєдинку «Шатору» зумів вирвати перемогу над «Аяччо».
Після своєї появи в Національному чемпіонаті «Ам'єн» практично повністю оновлює команду, але цей хід не допоміг йому повернутися до Ліги 2. Наприкінці сезону 2009/10 років у команді залишилося лише 3 гравці з професіональними контрактами. Після цього «Ам'єн» знову оновив склад для повернення до Ліги 2, але натомість ризикував втратити професіональний статус. На той час команда, яка вилетіла з Ліги 2 до аматорського Національного чемпіонату зберігала професіональний статус лише 2 роки. Незважаючи на всі проблеми, команда фінішувала на третьому підсумковому місці. Нарешті, 13 травня 2011 року, «Ам'єн» виграв путівку до Ліги 2, після перемоги з рахунком 2:1 над «Генгамом» і, таким чином, зберіг свій професіональний статус. Повернення до Ліги 2 виявилося для «Ам'єна» важким, оскільки клуб закінчив чемпіонат останнім й відразу ж повернутися до Національного чемпіонату по завершенні сезону 2011/12 років, й в черговий раз змушений був залишити Лігу 2 й міг знову виступати не більше двох сезонів в цьому турнір для збереження професіонального статусу клубу. Цього разу «Ам'єн» втратив професіональний статус, оскільки наступного сезону посів 9-те місце, а в сезоні 2012/13 років — 6-те місце.
Наприкінці сезону 2013/14 років клуб з Ам'єну вирішив призупинити виступи, щоб залишити собі професіональний статус ще на один рік. Професіональна ліга Франції затвердила це рішення, але ФФФ його заблокувала. «Ам'єн» втратив професіональний статус і вже як аматорський клуб виступав у Національному чемпіонаті. У наступному сезоні команда була середняком турніру, а в сезоні 2015/16 років посіла третє місце в чемпіонаті, яке дозволяло їй підвищитися в класі, при чому в другому колі чемпіонату «Ам'єн» не зазнав жодної поразки в 30-ти матчах. Після цього команда відновила свій професіональний статус, через два роки після його втрати.
Наприкінці сезону 2016/17 років «Ам'єн», завдяки двом голам у ворота «Реймсу» зміг вирвати перемогу в суперника з рахунком 2:1, зачепився за друге місце й вперше в своїй історії здобув путівку до Ліги 1.

#### Клуб у Лізі 1 (2017—…)
10 липня 2017 року ДНКГ підтверджує право клубу виступати в Лізі 1. Цей сезон став першим в історії клубу серед еліти французького футболу. Крістоф Пеліссьє був призначений головним тренером команди, а завданням на сезон стало збереження прописки в Лізі 1. 5 серпня 2017 року клуб з Пікардії зіграв свій перший матч у Лізі 1, на Парк де Пренс проти «Парі Сен-Жермен». Результатом поєдинку стала перемога «святих» наприкінці зустрічі з рахунком 2:0.

## Структура клубу

### Форма та емблема

#### Постачальник форми та її кольори
| 1920-1950 · роки | 1960-1970 · роки | 1980 · роки | 1990-2010 · роки |

Протягом історії клубу в нього декілька разів змінювалися дизайн та кольори форми. Початковими кольорами форми в ААК були блакитний та чорний. Після злиття з «Ам'єн Спортс» у 1961 році, клубними кольорами стали синій та червоний. Згодом клуб змінив їх на білий та чорний.
У 1960—1970-х роках команда виступала команда виступала в синій сорочці з горизонтальною червоною смугою по середині, червоним коміром та рукавом, білих шортах та блакитних шкарпетках. У 1980-х роках, як і раніше, синій залишався домінуючим кольором. Проте у формі клубу з'явився білий комір, зокрема на футболці з'явилися білі вертикальні смуги, а також починають використовуватися білі шкарпетки. Зрештою, синій колір зникає з клубної форми.
У 1990-х роках новим кольором форми «Ам'єна» стає білий. Згодом клуб видозмінює домашню форму, використовуючи білі шкарпетки і шорти з чорними смугами, які змінюють своє розташування в залежності від сезону. У сезоні 2007/08 років відійшов від традиційних кольорів й виступав у смугастій футболці білого та бірюзового кольорів. Проте цей експеримент завершився вже наприкінці сезону, після чого й до теперішнього часу команда виступає в білій сорочці.
| 1980-ті · роки | 1990-ті · роки | 2000-2010-ті · роки | на честь 110-річчя (2011) |

Дизайн виїзної форми «Ам'єна» також зазнавав певних видозмін. У 1980 роках переважав білий колір, а в 1990-х роках — команда знову виступала в історичній синій формі. Синій колір залишався домінуючим до початку 2000-х років. У фіналі кубка Франції 2001 року «Ам'єн» також виступав у формі блакитного кольору. У другій половині 2000-х років у формі клубу з'являється чорний колір.
У сезоні 2011/12 років, на честь святкування 110-річчя клубу, «Ам'єн» використовував інший дизайн футболки. Ця футболка, синього кольору з червоними рукавами, мала повернути команду до історичних кольорів, вперше гравці команди вдягли її на матч 6-го туру проти «Лансу». Протягом сезону команда зіграла ще декілька матчів у цій футболці.

#### Назва та логотип
Клуб був заснований в жовтні 1901 року під назвою «Ам'єн Атлетік Клюб». Був членом Об'єднання французьких спортивних атлетів. «Ам'єн» швидко поглинув два інші клуби, спочатку в листопаді 1907 року злився з «Расінг Клюб», а потім у квітні 1924 року поглинув і «Етуаль спортів д'Ам'єн». Він був заснований у 1912 році під назвою «Етуаль спортів Фобур Сен-П'єр», Сен-П'єр є передмістям Ам'єну. В листопаді 1920 року він вступив до Французької футбольної федерації, йому було присвоєно номер 1028, а в березні 1922 року він змінив свою назву. Це злиття дозволило «Ам'єну» реконструювати свій стадіон та створити секцію хокею на траві.
У той же час ФФФ декілька разів змінювала реєстраційний номер команди: у липні 1920 року — на 647-й, а в квітні 1947 року — 240-й.
У липні 1961 року «Ам'єн Атлетік Клюб» об'єднався з «Ам'єн Спортс Клюб», команда почала виступати під назвою «Ам'єн Спортінг Клюб». У свою чергу, «Ам'єн Спортс» був утворений у квітні 1947 року також в результаті злиття зі «Стад ам'єну», заснованого в 1909 році, в 1920 році вступи до ФФФ, але реєстраційного одразу ж не отримав, а з 1947 року виступав під номером 278, а також об'єднався зі СК «Сен-Леу» (Сен-Леу було іншим передмістям Ам'єну), який було засновано в 1921 році, а серпні того ж року цей клуб вступив до ФФФ й отримав реєстраційний номер 1667, а з 1947 року виступав під номером 489.
| Étoile sportive du Faubourg Saint-Pierre 1912–1922 № 1028 | Étoile sportive du Faubourg Saint-Pierre 1912–1922 № 1028 | Étoile sportive du Faubourg Saint-Pierre 1912–1922 № 1028 | Étoile sportive du Faubourg Saint-Pierre 1912–1922 № 1028 | Étoile sportive du Faubourg Saint-Pierre 1912–1922 № 1028 | Étoile sportive du Faubourg Saint-Pierre 1912–1922 № 1028 |  |  | Racing Club amiénois xxxx–1907 | Racing Club amiénois xxxx–1907 | Racing Club amiénois xxxx–1907 | Racing Club amiénois xxxx–1907 | Racing Club amiénois xxxx–1907 | Racing Club amiénois xxxx–1907 |  |  | Amiens Athlétic Club 1901–1961 № 647, потім № 240 | Amiens Athlétic Club 1901–1961 № 647, потім № 240 | Amiens Athlétic Club 1901–1961 № 647, потім № 240 | Amiens Athlétic Club 1901–1961 № 647, потім № 240 | Amiens Athlétic Club 1901–1961 № 647, потім № 240 | Amiens Athlétic Club 1901–1961 № 647, потім № 240 |  |  | Stade amiénois 1909–1947 № ?, потім № 278 | Stade amiénois 1909–1947 № ?, потім № 278 | Stade amiénois 1909–1947 № ?, потім № 278 | Stade amiénois 1909–1947 № ?, потім № 278 | Stade amiénois 1909–1947 № ?, потім № 278 | Stade amiénois 1909–1947 № ?, потім № 278 |  |  | Sporting Club de Saint-Leu 1921–1947 № 1667, потім № 489 | Sporting Club de Saint-Leu 1921–1947 № 1667, потім № 489 | Sporting Club de Saint-Leu 1921–1947 № 1667, потім № 489 | Sporting Club de Saint-Leu 1921–1947 № 1667, потім № 489 | Sporting Club de Saint-Leu 1921–1947 № 1667, потім № 489 | Sporting Club de Saint-Leu 1921–1947 № 1667, потім № 489 |  |  |  |  |  |  |  |  |  |  |  |  |  |  |  |  |  |  |  |  |  |  |  |  |  |  |
| Étoile sportive du Faubourg Saint-Pierre 1912–1922 № 1028 | Étoile sportive du Faubourg Saint-Pierre 1912–1922 № 1028 | Étoile sportive du Faubourg Saint-Pierre 1912–1922 № 1028 | Étoile sportive du Faubourg Saint-Pierre 1912–1922 № 1028 | Étoile sportive du Faubourg Saint-Pierre 1912–1922 № 1028 | Étoile sportive du Faubourg Saint-Pierre 1912–1922 № 1028 |  |  | Racing Club amiénois xxxx–1907 | Racing Club amiénois xxxx–1907 | Racing Club amiénois xxxx–1907 | Racing Club amiénois xxxx–1907 | Racing Club amiénois xxxx–1907 | Racing Club amiénois xxxx–1907 |  |  | Amiens Athlétic Club 1901–1961 № 647, потім № 240 | Amiens Athlétic Club 1901–1961 № 647, потім № 240 | Amiens Athlétic Club 1901–1961 № 647, потім № 240 | Amiens Athlétic Club 1901–1961 № 647, потім № 240 | Amiens Athlétic Club 1901–1961 № 647, потім № 240 | Amiens Athlétic Club 1901–1961 № 647, потім № 240 |  |  | Stade amiénois 1909–1947 № ?, потім № 278 | Stade amiénois 1909–1947 № ?, потім № 278 | Stade amiénois 1909–1947 № ?, потім № 278 | Stade amiénois 1909–1947 № ?, потім № 278 | Stade amiénois 1909–1947 № ?, потім № 278 | Stade amiénois 1909–1947 № ?, потім № 278 |  |  | Sporting Club de Saint-Leu 1921–1947 № 1667, потім № 489 | Sporting Club de Saint-Leu 1921–1947 № 1667, потім № 489 | Sporting Club de Saint-Leu 1921–1947 № 1667, потім № 489 | Sporting Club de Saint-Leu 1921–1947 № 1667, потім № 489 | Sporting Club de Saint-Leu 1921–1947 № 1667, потім № 489 | Sporting Club de Saint-Leu 1921–1947 № 1667, потім № 489 |  |  |  |  |  |  |  |  |  |  |  |  |  |  |  |  |  |  |  |  |  |  |  |  |  |  |
|                                                           |                                                           |                                                           |                                                           |                                                           |                                                           |  |  |                                |                                |                                |                                |                                |                                |  |  |                                                   |                                                   |                                                   |                                                   |                                                   |                                                   |  |  |                                           |                                           |                                           |                                           |                                           |                                           |  |  |                                                          |                                                          |                                                          |                                                          |                                                          |                                                          |  |  |  |  |  |  |  |  |  |  |  |  |  |  |  |  |  |  |  |  |  |  |  |  |  |  |
| Étoile sportive d'Amiens 1922–1924 № 1028                 |                                                           |                                                           |                                                           |                                                           |                                                           |  |  |                                |                                |                                |                                |                                |                                |  |  |                                                   |                                                   |                                                   |                                                   |                                                   |                                                   |  |  |                                           |                                           |                                           |                                           |                                           |                                           |  |  |                                                          |                                                          |                                                          |                                                          |                                                          |                                                          |  |  |  |  |  |  |  |  |  |  |  |  |  |  |  |  |  |  |  |  |  |  |  |  |  |  |
|                                                           |                                                           |                                                           |                                                           |                                                           |                                                           |  |  |                                |                                |                                |                                |                                |                                |  |  |                                                   |                                                   |                                                   |                                                   |                                                   |                                                   |  |  |                                           |                                           |                                           |                                           |                                           |                                           |  |  |                                                          |                                                          |                                                          |                                                          |                                                          |                                                          |  |  |  |  |  |  |  |  |  |  |  |  |  |  |  |  |  |  |  |  |  |  |  |  |  |  |
|                                                           |                                                           |                                                           |                                                           |                                                           |                                                           |  |  |                                |                                |                                |                                |                                |                                |  |  | Amiens Sporting Club з 1961 № 240                 | Amiens Sporting Club з 1961 № 240                 | Amiens Sporting Club з 1961 № 240                 | Amiens Sporting Club з 1961 № 240                 | Amiens Sporting Club з 1961 № 240                 | Amiens Sporting Club з 1961 № 240                 |  |  | Amiens Sports 1947–1961 № 278             | Amiens Sports 1947–1961 № 278             | Amiens Sports 1947–1961 № 278             | Amiens Sports 1947–1961 № 278             | Amiens Sports 1947–1961 № 278             | Amiens Sports 1947–1961 № 278             |  |  |                                                          |                                                          |                                                          |                                                          |                                                          |                                                          |  |  |  |  |  |  |  |  |  |  |  |  |  |  |  |  |  |  |  |  |  |  |  |  |  |  |
|                                                           |                                                           |                                                           |                                                           |                                                           |                                                           |  |  |                                |                                |                                |                                |                                |                                |  |  | Amiens Sporting Club з 1961 № 240                 | Amiens Sporting Club з 1961 № 240                 | Amiens Sporting Club з 1961 № 240                 | Amiens Sporting Club з 1961 № 240                 | Amiens Sporting Club з 1961 № 240                 | Amiens Sporting Club з 1961 № 240                 |  |  | Amiens Sports 1947–1961 № 278             | Amiens Sports 1947–1961 № 278             | Amiens Sports 1947–1961 № 278             | Amiens Sports 1947–1961 № 278             | Amiens Sports 1947–1961 № 278             | Amiens Sports 1947–1961 № 278             |  |  |                                                          |                                                          |                                                          |                                                          |                                                          |                                                          |  |  |  |  |  |  |  |  |  |  |  |  |  |  |  |  |  |  |  |  |  |  |  |  |  |  |

Теперішній логотип СК Ам'єн має вигляд щита, на якому знаходяться традиційні для клубу кольори та талісмани. Акронім СК «Ам'єна», АСК, вписаний синіми та сірими літерами по центру щита на білому та темно-сірому фоні. Навколо цього акроніму знаходиться напис великими чорними літерами, «Ам'єн Футбол», а дещо нижче на жовтій стрічці вказана дата заснування клубу, 1901 рік. Доповнюють логотип два єдинороги та дві гілки, по одній з лівого та правого боку від акроніму.

Логотип клубу наприкінці 1960 — на початку 1990-х років
Логотип клубу наприкінці 1990-х років
Теперішній логотип (з початку 2000-х років)

### Інфраструктура

#### Стадіон

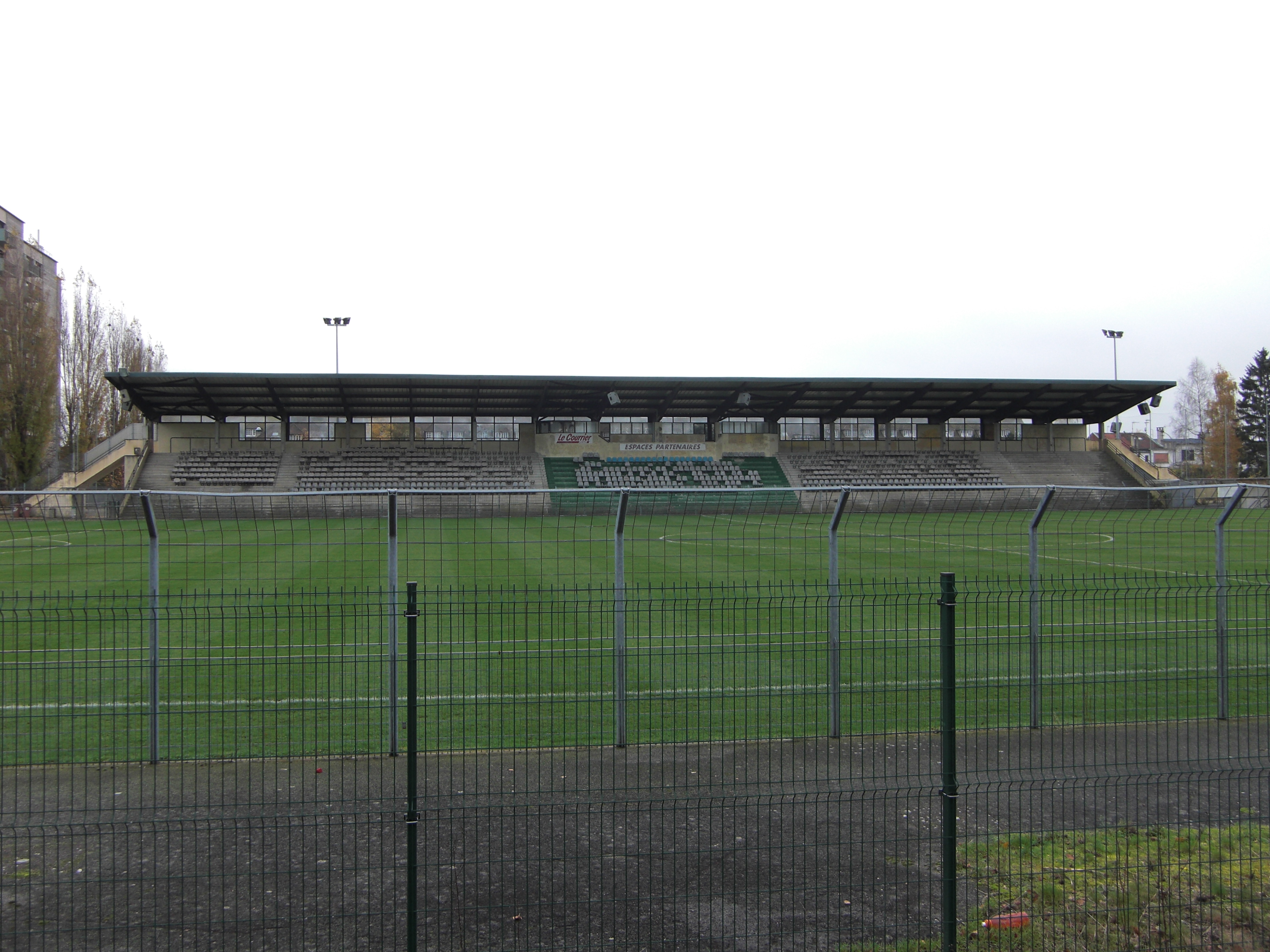
«Стад Мулонж», домашній стадіон клубу з 1921 по 1999 роки.

У перші роки існування спортивні змагання проводилися виключно на трав'яному полі. В парку Готоє, поряд з центром міста, це поле було одним з небагатьох місць, на якому футболісти мали можливість тренуватися. У 1902 році «Ам'єн» звернувся до Міської ради з проханням про дозвіл на використання цього газону. Рада відповіла позитивно й 13 серпня виділила грант у розмірі 250 франків на створення необхідних для цього умов. Проте в той же час міська рада надала дозвіл тренуватися на цьому полі всім клубам міста, тому вже незабаром «Ам'єн» розпочав пошуки нового поля. У 1903 році команда уклала договір про оренду землі по центру велодрому на одному з зовнішніх бульварів міста, при цьому команді клубу вже доводилося грати на цьому місці. Проте досить швидко майданчик велодрому став занадто тісним для «Ам'єна», тому керівництво вирішило побудувати власний футбольний стадіон, роботи на якому було завершено в 1909 році. Стадіон знаходився на вулиці Анрі Доссі в кварталі Анрівіль, він складався з двох футбольних полів, роздягальні, трибуни та бігових доріжок навколо поля. Стадіон було відкрито 10 жовтня, з цієї нагоди керівництво клубу вирішило відродити давню традицію, корені якої простежуються ще з 1435 року, за якою мер міста Ам'єн кидав гравцям команди м'яч. З цієї нагоди понад 1 000 глядачів стали свідками матчу між «Ам'єном» та «Рубе», найкращим на той час футбольним клубом Франції, в якому «Рубе» переміг з рахунком 6:5. Під час Першаї світової війни стадіон був реквізований британської армією, на ньому було організовано склад військової форми, і клуб змушений переїхати на звичайнісіньке пасовисько.

Вигляд «Стад де ла Лікорн» зсередини.

По завершенні війни заради збереження престижу клубу доктор Альбер Мулунж, президент «Ам'єну» розпочинає пошуки нової земельної ділянки. Комітет Пікардії УСФСА, який орендував земельну ділянку на території хоспіса Анрівіля для «Ам'єна» з 1912 року в 1920 році припинив своє існування. Після цього керівництво клубу звертає увагу на нещодавно звільнену земельну ділянку й того ж 1920 року орендує її. Доктор Мулунж, член адміністрації Хоспісу, з власної кишені оплатив цю ділянку. У жовтні 1921 року критий стадіон на 500 сидячих місць було побудовано, а 4 грудня, під час матчу Кубку Франції між «Ам'єном» та АС «Франсез», в якому перемогла остання команда з рахунком 2:1, «Стад де-ла-ру Луї Тюльєр» був урочисто відкритий. У 1931 році стадіон було перейменовано на «Стад Мулунж», на честь доктора Мулунжа, який через свій похилий вік того ж року залишив посаду президента клубу. Саме на цьому стадіоні «Ам'єн» зіграв свої перші матчі в професіональному футболі в 1933 році в рамках Ліги 2. Протягом десятиліть місткість стадіон збільшилася до 1 700 сидячих місць, він використовувався клубом як домашня арена до 1999 року. На даний час на «Стад Мулунж» проводить свої домашні поєдинки резервна команда клубу.
У 1999 році клуб побудував новий стадіон, Стад-де-ла-Лікорн, який вирізняється з-поміж інших споруд цього типу високими скляними конструкціями. Стадіон на 12 077 місць був названий на честь міфічного істоти, яка прикрашає логотип «Ам'єна», й відкритий 24 липня 1999 року на Трофі чемпіонів, в якому взяли участь «Нант», переможець Кубку Франції, та «Жиронден де Бордо», переможець чемпіонату, в якому «Нант» переміг з рахунком 1:0. 7 серпня «Ам'єн» провів свій перший матч на новому стадіоні в рамках 2-го туру Ліги 2 сезону 1999/00 років проти «Стад Лаваль», який завершився з нічийним рахунком 1:1.
27 лютого 2016 року перша команда «Ам'єна» тимчасово повернулася на «Стад Мулунж» через роботи, які проводилися на даху Стад де ла Лікорн. Стан останнього вважався небезпечним і несумісним з проведенням публічних заходів на стадіоні. Скляні пластини повинні були бути демонтовані для очищення або заміни, а стан металевого каркаса був оцінений як такий, що потребує реконструкції або заміни.

#### Футбольна академія
У середині 1990-х років керівництво «Ам'єна» вирішило відкрити власну футбольну академію. У вересні 1996 року, через відсутність належних умов в Ам'єні, навчальний центр клубу відкривається в Труа-де-Мондід'є, за 40 км від Ам'єна. У липні 2006 року поряд зі стадіоном «Лікорн» розпочалося будівництво комплексу для розміщення футбольної академії. Він був відкритий 15 травня 2009 року у присутності двох представників Національного технічного керівництва Франсуа Блакарта та П'єра Манковського. Молоді футболісти змагаються на «Стад Мулундж» та на тренувальних полях стадіону «Лікорн», І паралельно продовжують навчання в спортивній школі при клубі. У 2012 році футбольна академія «Ам'єна» серед інших футбольних академій Франції у категорії 2 класу Б посіла 29-те місце за версією Федерації футболу Франції.

### Правові та економічні аспекти

#### Клубний статут та статус гравців
Клуб «Ам'єн Атлетік» був заснований у 1901 році як спортивний клуб й діяв відповідно до Закону про товариства, який було прийнято того ж року. Пізніше він став об'єднаним спортивним товариством з обмеженою відповідальністю (EUSRL), яке 15 січня 2005 року було перетворене в професійну спортивну асоціацію (SASP), коли клуб вирішив залучати приватних осіб.
Перші гравці «Ам'єна» були звичайними членами клубу, які повинні були сплачувати річну плату, яка вважалася суспільним внеском. У 1920-х роках у багатьох клубах, включаючи й «Ам'єн», практикували «сіре аматорство», яке полягало в опосередкованій оплаті праці гравцям-аматорам, щоб мати можливість залучати до складу команди найкращих футболістів. Таким чином, Моріс Тедьє став управляючим кафе, Селестен Дельмер, — кондитерською майстернею, а Поль Ніколя — рибним господарством. Перехід до професіоналізму в 1933 році змінив ситуацію. Тепер гравці отримали статус співробітників клубу, вони почали отримувати заробітну плату згідно з укладеним контрактом, розмір цієї плати та термін контракту кардинально змінилися внаслідок подальшого розвитку футболу в другій половині XX століття. У період з 1952 по 1991 рік, коли «Ам'єн» знову повернув собі аматорський статус, однойменне місто офіційно працевлаштовувало гравців команди в органах міського самоврядування. Таким чином, такі гравці, як Пол Імієла, Робер Бушо та Тьєррі Добел, обіймали посади інструкторів зі спортивних питань або відповідальні посади у спортивних органах міста.

#### Статистика виступів
З 2002 року ЛФП розпочала офіційно публікувати результати професійних французьких клубів. За період сезонів 2002/03 — 2008/09 роки «Ам'єн» за показником фінансової ліквідності клубу пройшов шлях від збитку в розмірі 380 000 євро до прибутку в розмірі 313 000 євро. Дохід клубу значною мірою складається з продажу квитків (від 0,4 до 1,6 мільйонів євро), спонсорських коштів та реклами (від 1,8 до 2,1 мільйонів євро), зовнішніх вливань (від 0,9 до 1,1 мільйона євро) та продажу телебаченню прав на трансляцію матчів (від 2,4 до 5,6 мільйонів євро), тоді як основна частина витрат, від € 3,0 млн до 5,6 млн євро.
| Сезон     | Чемпіонат    | Матчі | Спон. | Суб. | Пр. TV | Інше | Продукти | Зарплата | Інше | Витрати | Чистий прибуток |
| --------- | ------------ | ----- | ----- | ---- | ------ | ---- | -------- | -------- | ---- | ------- | --------------- |
| 2002—2003 | Ліга 2       | 470   | 1835  | 993  | 2412   | нп   | нп       | 3019     | нп   | nc      | - 218           |
| 2003—2004 | Ліга 2       | 587   | 1919  | 970  | 2596   | нп   | нп       | 3016     | нп   | нп      | 84              |
| 2004—2005 | Ліга 2       | 370   | 1980  | 970  | 3142   | 4568 | 7710     | 3700     | 3981 | 7681    | 61              |
| 2005—2006 | Ліга 2       | 374   | 2020  | 932  | 4980   | 3658 | 8638     | 3942     | 4402 | 8344    | 270             |
| 2006—2007 | Ліга 2       | 540   | 2082  | 933  | 5010   | 3910 | 8920     | 5054     | 5014 | 10068   | 313             |
| 2007—2008 | Ліга 2       | 1631  | 1804  | 1118 | 5629   | 5415 | 11044    | 5600     | 5937 | 11537   | - 211           |
| 2008—2009 | Ліга 2       | 1345  | 1880  | нп   | 4853   | 1640 | 9718     | 7089     | 3308 | 10589   | - 210           |
| 2009—2010 | Національний | нп    | нп    | нп   | нп     | нп   | нп       | нп       | нп   | нп      | нп              |
| 2010—2011 | Національний | нп    | нп    | нп   | нп     | нп   | нп       | нп       | нп   | нп      | нп              |
| 2011—2012 | Ліга 2       | 1465  | 1944  | нп   | 4582   | 1596 | 9588     | 6818     | 3097 | 10133   | - 380           |

#### Спонсори та постачальники форми
Починаючи з 1910-х років, АК «Ам'єн» спонсорувався найбільшими місцевими торговцями, як-от магазини одягу Devred, створений у 1902 році в Ам'єні, і годинникар-ювелір Леон Магхт, які інвестували гроші в клуб й брали участь у його управлінні.
У 1968 році була легалізована реклама купальників. З цього моменту на футболці гравців «Ам'єну» з'явилася назва компанії-виробника купальників на правах головного спонсора клубу. У 1970—1980-х роках текстильна компанія «Лі Купер» стала головним спонсором команди, а на початку 1990-х років це місце зайняла страхова компанія Взаємна організація «Groupama», згодом її замінив логотип гіпермаркету «Mammouth», який у 1996 році був куплений більшим супермаркетом Auchan, який зрештою й став головним спонсором команди. З 2009 року, коли президентом клубу став Бернар Жоанне, головним спонсором команди стала компанія «Intersport».

## Спортивні результати

### Досягнення
До сих пір «Ам'єн» не завоював жодного національного трофею. Команда жодного разу не ставала переможцем чемпіонату Франції, Кубку Франції, Кубку ліги, а також жодного разу не брала участі в єврокубках. Єдиним національним футбольним змаганням, переможцем якого був «Ам'єн», став Національний чемпіонат (Ліга 3), де клуб також 4 рази ставав віце-чемпіоном (1974, 1978, 2001 та 2011 роки). Проте до початку епохи професіоналізму (1932 рік) у Франції команда здобула значну кількість регіональних титулів. Так «Ам'єн» у період з 1903 по 1919 роки 11 разів ставав переможцем чемпіонату Пікардії УСФСА, а також двічі (в 1924 та 1927 роках) був переможцем чемпіонату Північної Франції. У 1927 році команда стала срібним призером аматорського чемпіонату Франції. Найбільшим досягненням в історії «Ам'єна» стали срібні медалі Ліги 2 у 2017 році. У національному кубку найкращим результатом клубу став вихід до фіналу змагання в 2001 році.
| Національні Національний чемпіонат Ліга 2 Срібний призер (1): 2017 Ліга 3 Срібний призер (4): 1974, 1978, 2001, 2011 Переможці групового етапу (4): 1974, 1978, 1984, 1991 Аматорський чемпіонат Франції (1935—1971) Переможець групового етапу (1): 1959 Чемпіонат Франції з футболу (1927—1929) Срібний призер (1): 1927 Чемпіонат Франції з футболу (УСФСА) Найкращий результат: 1/2 фіналу (1905) Національний кубок Кубок Франції Фіналіст (1): 2001 1/2 фіналу (2): 1930 , 2008 Кубок французької ліги Найкращий результат: 1/2 фіналу ( 2001 ) |  | Регіональні Чемпіонат Регіональна ліга Північ Чемпіон (4): 1924, 1927, 1957, 1963 Регіональна ліга Пікардія Чемпіон (4): 1920, 1921 Чемпіонат Пікардії Чемпіон (5): 1976 (рез.), 1978 (рез.), 1983 (рез.), 1993 (рез.), 1995 (рез.) Чемпіонат Пікардії УСФСА (1903—1919) Чемпіон (11): 1903, 1904, 1905, 1906, 1908, 1909, 1910, 1911, 1912, 1913, 1914 Кубок Кубок Пікардії Володар (10): 1977, 1980, 1981, 1990, 1991, 2002 (рез.), 2005 (рез.), 2008 (рез.), 2011 (рез.), 2015 (рез.) |

### Спортивні рекорди

#### Чемпіонати
З моменту організації чемпіонату Франції в 1932 році, «Ам'єн» більшість сезонів провів у другому та третьому дивізіонах національного чемпіонату. Незважаючи на значну кількість сезонів, проведених у Дивізіоні 2 та Лізі 2, а саме 36, клуб вважається одним з найвідоміших у Франції, до останнього часу клуб жодного разу не виступав у Дивізіоні 1 або Лізі 1. Загалом команда зіграла сімдесят чотири сезони на національному рівні (тридцять чотири на професійному рівні) і двадцять три на регіональному рівні.
| Чемпіонат                                 | Сезони | Титули | І    | В   | Н   | П   | ЗМ   | ПМ   | РМ   |
| ----------------------------------------- | ------ | ------ | ---- | --- | --- | --- | ---- | ---- | ---- |
| Чемпіонат Франції                         | 0      | 0      | 0    | 0   | 0   | 0   | 0    | 0    | 0    |
| Чемпіонат Франції Д2                      | 37     | 0      | 1320 | 410 | 372 | 538 | 1601 | 1941 | -340 |
| Дивізіон 2 / Ліга 2 (з 1945)              | 33     | 0      | 1204 | 367 | 347 | 490 | 1371 | 1683 | -318 |
| Дивізіон 2 (1933—1939)                    | 4      | 0      | 116  | 43  | 25  | 48  | 230  | 258  | -28  |
| Чемпіонат Франції Д3                      | 18     | 0      | 590  | 269 | 192 | 129 | 880  | 544  | 326  |
| Національний (з 1997)                     | 7      | 0      | 256  | 110 | 79  | 67  | 345  | 255  | 90   |
| Націонал 1 (1993—1997)                    | 1      | 0      | 34   | 17  | 10  | 7   | 50   | 26   | 24   |
| Дивізіон 3 (1970—1993)                    | 10     | 0      | 300  | 152 | 93  | 55  | 475  | 263  | 212  |
| Чемпіонат Франції Д4                      | 2      | 0      | 52   | 26  | 13  | 13  | 84   | 49   | 35   |
| Дивізіон 4 (1978—1993)                    | 2      | 0      | 52   | 26  | 13  | 13  | 84   | 49   | 35   |
| Аматорський чемпіонат Франції (1935—1971) | -      | 0      | 270  |     |     |     |      |      |      |
| Національний дивізіон                     | 11     | 1      | 266  | 113 | 77  | 76  | 401  | 335  | 66   |
| Фінальна фаза                             | 1      | 0      | 4    |     |     |     |      |      |      |
| Аматорський чемпіонат Франції (1926—1929) | 1      | 0      | 4    | 2   | 1   | 1   | 8    | 6    | +2   |
| Регіональний чемпіонат                    | 23     | 4      | -    | -   | -   | -   | -    | -    | -    |
| Дивізіон пошани Д1 (1919—1948)            | 10     | 2      |      |     |     |     |      |      |      |
| Дивізіон пошани Д2 (1948—1970)            | 5      | 2      |      |     |     |     |      |      |      |
| Інші рівні                                | 8      |        |      |     |     |     |      |      |      |

#### Хронологія виступів у чемпіонатах
Наступний графік показує хронологічну лінію виступів у чемпіонатах Франції під егідою ФФФ, в яких протягом своєї історії брав участь «Ам'єн».

#### Кубки
«Ам'єн» бере участь у двох кубках, які розігруються щорічно у Франції, Кубку Франції, який започаткований у 1917 році та організовується Федерацією футболу Франції та Кубку Ліги, започаткований у 1994 році та організований Професійною футбольною лігою. У жодному з цих кубків команда не ставала переможницею. У Кубку Франції його найкращим виступом був вихід у фінал турніру 2001 року, двічі вихід до півфіналу — в 1930 та 2008 роках, а також п'ять разів клуб досягав чвертьфіналу — в 1925, 1928, 1931, 1934 та 2004 роках. У Кубку Ліги найкращий результат клубу — чвертьфінал у 2001 році.
| Кубок         | П | Ф | 1/2 | 1/4 | 1/8 | 1/16 | 1/32 |
| ------------- | - | - | --- | --- | --- | ---- | ---- |
| Кубок Франції | 0 | 1 | 2   | 5   | 10  | 10   | 29   |
| Кубок ліги    | 0 | 0 | 0   | 1   | 3   | 7    |      |

### Рекорди
Найкрупнішими перемогами клубу у матчах 2-го дивізіону — 7:0 над «Олімпік» (Алес) у 1951 році, а також 7:1 над АС «Труа» в 1947 році.

### Особисті відзнаки
Під час професійних сезонів «Ам'єна» два нападники стали найкращими бомбардирами Ліги 2: Хамед Діалло в 2002 році з 18-ма голами та і Давід Суарес у 2004 році з 17-ма голами. Останній також був обраний у 2004 році в компанії з півзахисником клубу Фабрісом Абріелем до символічної збірної Ліги 2 за версією ЮНФП, вони були нагороджені на щорічній церемонії (з 1988 року) серед інших гравців ПФФ.
| Найкращі бомбардири                                                                 | Футбольні трофеї ЮНФП                                                             |
| ----------------------------------------------------------------------------------- | --------------------------------------------------------------------------------- |
| Чемпіонати - Ліга 2 - 2002 : Хамед Діалло, 18 голів - 2004 : Давид Суарес, 17 голів | Трофей ЮНФП Ліги 2 - Збірна сезону Ліги 2 - 2004 : Фабріс Обріель та Давид Суарес |

## Персоналії

### Президенти
Першим президентом клубу став один з його засновників Фредерік Петі. Під його керівництвом у 1902 році було створено союз Пікардії УСФСА, який організовував футбольні змагання в регіоні. Його на посаді президента клубу в 1903 році замінив Шарль Ламі, який працював суддею в апеляційному суді Ам'єна, й керував футбольним клубом протягом наступних 10 років.
Першим серед «великих» президентів став Альбер Мулунж, який обіймав свою посаду протягом 18 років, з 1913 по 1931 роки. Історія його появи в клубі зводилася до того, що незабаром після створення «Ам'єна» Робер Петі, член-засновник клубу та брат першого президента Фредеріка, підійшов до нього на платформі трамваю, щоб запропонувати йому почесну реєстраційну картку, саме з цього часу в Альбера з'явилася справжня пристрасть до футболу, яка змусить його стати одним із стовпів футбольного товариства. У жовтні 1909 року він був запрошений на відкриття стадіону вулиці Анрі Дауссі як директор медичної школи. Під час каденції Альбера Петі було придбано земельну ділянку, на якій у 1921 році побудували новий стадіон (у 1931 році він отримав назву Стад де Мулунж). Був президентом під час «золотого періоду» «Ам'єна», коли в клубі грали декілька гравців французької збірної, а доктор Мулунж був членом комісії, яка 10 червня 1931 року ухвалила рішення непопулярну думку про можливий відмову клубу від професіонального статусу. Альбер залишив посаду президента клубу 17 жовтня 1931 року через свій похилий вік і тому не побачив професійного дебюту клубу в 1933 році. А в 1940 році, у віці 81 року, помер. Його наступником став інший лікар, доктор Де Бютлер. Він переконував раду директорів у 1941 році про необхідність переходу до професіоналізму. Зрештою, в 1933 році «Ам'єн» отримав професіональний статус.

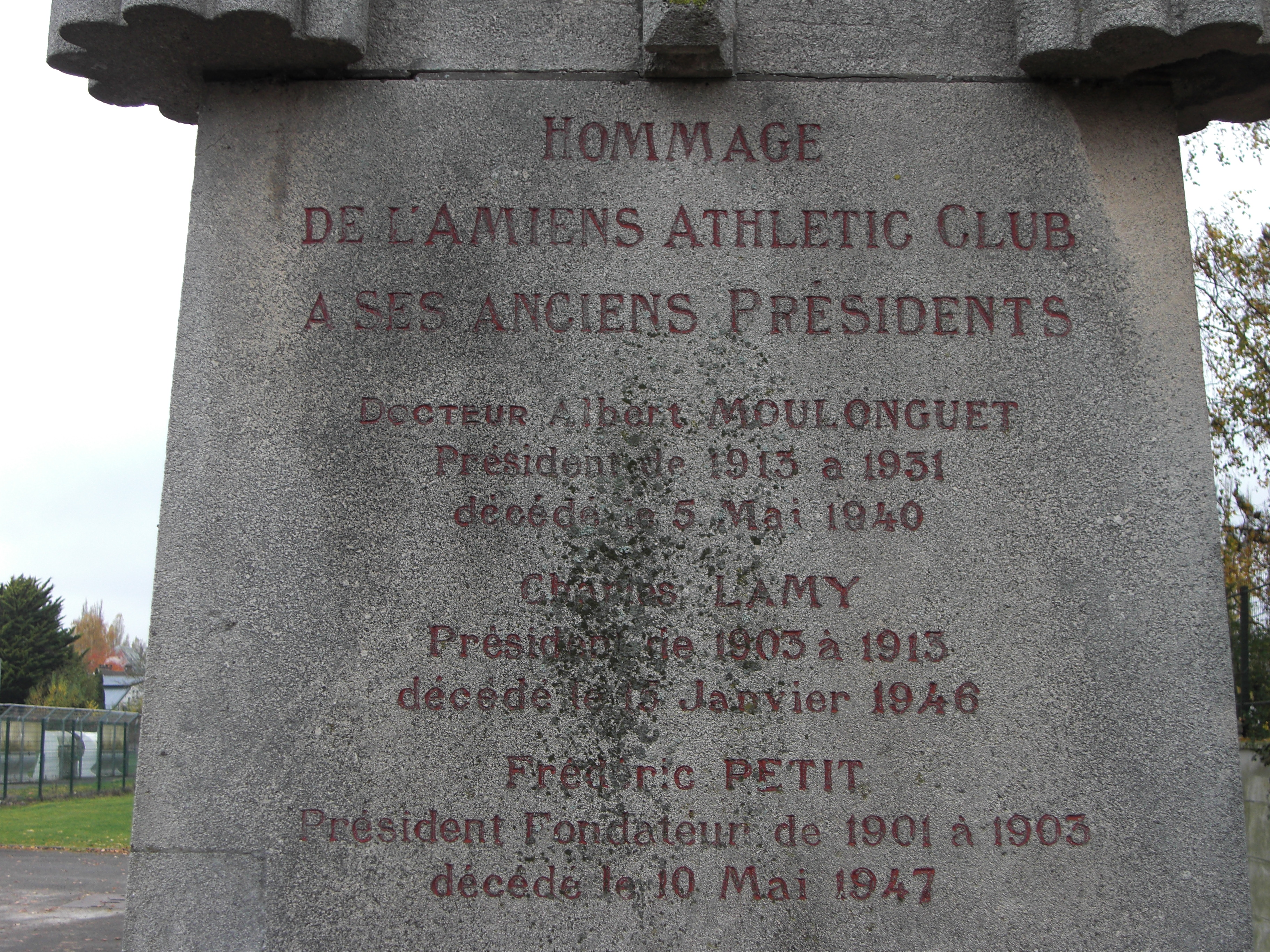
Меморіальна дошка на честь перших трьох президентів «Ам'єна» на будівлі «Стад Мулунж».

Після завершення Другої світової війни клуб відновив свої виступи в Лізі 2, але вже за президента М. Якоба. Посаду президента клубу по-черзі обіймають Клод Лежен, Івон Леграс, М. Мойор, М. Бубер та Каміль Каві.
Мішель Дераєв прийшов до клубу наприкінці 1979 року, коли клуб мав аматорський статус і виступав у 3-му дивізіоні. Під час його президентства на старому «Стад де Мулунж» були побудовані нові трибуни, клуб встановлює партнерські відносини з промисловцями Ам'єна та розширює рекламну площу на стадіоні. Ще в листопаді 1984 року Мішель Дераєв на одній із прес-конференцій заявив, що клуб має отримати професіональний статус та мати власну футбольну академію. 1 квітня 1985 року новим президентом клубу став Даніель Абет. Невдовзі після обрання на цю посаду на загальних зборах він оголосив, що клуб має дефіцит у 1,3 мільйона франків і тому повинен був запозичити 1,8 мільйона франків. Фактично керівництво клубу вело його до банкрутства. У той час як клуб просто вилетів у 3-й дивізіон, він збільшує зарплату гравців, незважаючи на зниження доходів від стадіону, а згодом позбавляється від декількох клубних працівників, які мали добру репутацію в команді, як-от Поль Прувост та Патрік Майсон. Абет залишає свою посаду 4 лютого 1986 року, його наступником стає Жерар Делає, директор компанії Giraudy, під керівництвом якого ситуація в клубі також не поліпшилася. У цей час у клубі відбувається фінансова реорганізація й він наближається до визнання в суді свого банкрутства. Через рік після свого приходу в клуб, Делає залишає свою посаду, на якій його змінює Жюльєн Барно, адвокат та колишній спортивний директор міста Ам'єн, який обіймав свою нову посаду до 1991 року.
Після важкого періоду президентств Абета та Делає, ситуація в «Ам'єні» стабілізується за часів президентств Франсуа Госсарта та Паскаля Пуело (разом вони на своїх посадах перебували майже 20 років). Пуало був першим, хто контактував з клубом під час судового процесу в 1986 році між «Ам'єном» та його спонсором, компанією Lee Cooper, одним з представників якої був П'єр Пуело, батько Паскаля, адвокат Лі Купера під час цього судового розгляду. Напередодні завершення свого контракту з клубом Пуело вдалося зміцнити клуб. На початку 90-х років він зустрівся з Франсуа Госсартом, керівником архітектурного відділення, і запропонував йому замінити себе на посаді президента клубу. Госсарт став президентом «Ам'єна» 5 листопада 1991 році, одночасно посади віце-президентів зайняли Жак Ленар, Мішель Понтьє та Паскаль Пуело. Разом вони провели реорганізацію клубної структури, Госсарт займався професіональними питаннями, а Пуело працював в аматорському секторі та керував молодіжною академією. У 1993 році ці чиновники обмінялися посадами: Пуело знову став президентом, а Госсарт зайняв посаду віце-президента. Завдяки їх зусиллям клуб відновлює професіональний статус, будує новий стадіон під назвою «Стад де Лікорн» й виступаючи в Дивізіоні 2 та кубку Франції демонструє чудові результати. 3 квітня 2009 року, незадовго до завершення сезону 2008/09 років, підсумком якого став виліт до Національного чемпіонату, Пуело залишив посаду президента клубу, звільнивши місце для Бернара Жоанне. В той же час Пуело та Госсарт залишилися в клубі на правах рядових членів.
| Ім'я          | Період    |
| ------------- | --------- |
| Фредерік Петі | 1901—1903 |
| Шарль Ламі    | 1903—1913 |
| Альбер Мулунж | 1913—1931 |
| М. Де Бютлер  | 1931—xxxx |
| М. Якоб       |           |
| Клод Лежен    |           |
| Івон Леграс   |           |
| М. Моєр       |           |
| М. Бубер      |           |
| Каміль Каві   |           |
| Мішель Дераєв | 1979—1985 |
| Даніель Абет  | 1985—1986 |

| Ім'я              | Період    |
| ----------------- | --------- |
| Жерар Делає       | 1986—1987 |
| Рішар Рутковський | 1987—1989 |
| Жюльєн Бурно      | 1989—1991 |
| Франсуа Госсарт   | 1991—1993 |
| Паскаль Пуело     | 1993—2009 |
| Бернар Жоанне     | з 2009    |

#### Тренери
На початку 1920-х років зайняття футболом перейшли на більш високий рівень. Керівники клубів починають вимагати ефективної та результативної гри своїх команд, для цього вони починають залучати футбольних фахівців, тренерів. У 1924 році керівництво «Ам'єна» викупило контракт першого в історії клубу тренера, англійця Адамса. На ранніх етапах у клубі працювали переважно іноземці, австрієць Франсуа де Воггенхубер, колишній тренер збірних Румунії та Угорщини, а також угорці Ференц Конья та Жуль Лімбек, при чому останній з них був граючим тренером. Не рідкими були й випадки коли тренери в команді одночасно й були гравцями, особливо якщо вони були ще досить молодими. Так, Поль Ніколя, який тренував команду в січні та грудні 1934 року закінчив свою кар'єру в «Ам'єні» в 1931 році; Раймону Демі на момент приходу в клуб 1935 року було усього 33 роки, на своїй посаді він працював до першої відмови клубу від професіонального статусу в 1937 році; Луї Фіно поєднував кар'єру гравця з тренерської роботою з 1942 року.
Після повернення професіонального статусу клубом у 1945 році, декілька тренерів змінилися швидко, не залишаючись на своїй посаді більше одного сезону. Данець Кай Андруп очолив команду по завершенні Другої світової війни та став останнім в історії клубу закордонним тренером. Потім «Ам'єн» тренували П'єр ілліє, Моні Браунштейн та Андре Рю. Він згадував, що гравці, які грали за тією тактичною схемою, «[вони] мали чудову команду та шанс вийти до Першого дивізіону». Однак цього не сталося, й з 1952 року клуб далі виступав на аматорському рівні. Едурард Ардюн, який пропрацював удвічі менше, ніж Андре Рю, став тренером команди в 1958 році, коли команда виступала в аматорському чемпіонаті Франції. Наступного сезону його замінив Жан Манковський, колишній гравець клубу за часів Андре Рю, який виступав на правому фланзі. Останній пропрацював у клубі лише один сезон, а в 1960 році його замінив Емільєн Мірес.
Емільєн Мірес, який у 1936 році грав у матчі Франція — Югославія, тренував першу команду «Ам'єна» протягом 8-ми сезонів, з 1960 по 1968 роки. Він став останнім тренером «Ам'єн Атлетік Клуб» і в той же час першим тренером СК «Ам'єн» після об'єднання двох клубів з однойменного міста. Він тренував команду в аматорському чемпіонаті Франції та в Дивізіоні пошани чемпіонату Північної Франції, де «Ам'єн» демонстрував хороші результати. Мерес зрештує вирішує завершити тренерську діяльність й залишає посаду головного тренера «Ам'єна» (незважаючи на прекрасні результати клуби), новим тренером клубу стає Андре Грільйон. Грільйон, який 15 разів викликався до збірної Франції на позиції захисника, тренував команду протягом дев'яти сезонів з 1968 по 1977 роки, здобув любов уболівальників, незважаючи на те, що кожного разу контракт з ним підписувався лише на сезон. Окрім своєї роботи в клубі, він був тренером аматорської збірної Франції з футболу, яку він очолював, зокрема, на Олімпійських іграх 1968 року, через що йому тимчасову довелося залишити посаду тренера «Ам'єна», на якій працював його помічник Поль Прювост на початку сезону 1968/69 років. За часів Грільйона клуб відновив свої виступи в Лізі 2, через двадцять років після свого відходу з нього. Адвокат за спеціальністю, Грільйон й надалі працює тренером, при цьому одночасно обіймаючи посаду головного менеджера клубу. У 1977 році після того, як клуб вилетів до Дивізіону 3, Андре оголосив, що не хоче продовжувати свій контракт і покинув клуб, перейшовши до клубу «Амікаль де Люс» з Дивізіону 2. Грильйон був названий читачами «Courrier picard» "найкращим тренером століття в «Ам'єні»".
До Дивізіону 3 в 1977 році клуб потрапив з Робером Бушо на посаді головного тренера «Ам'єна», який тренував команду протягом 32 років. Спочатку як нападник з 1962 по 1975 рік виступав під керівництвом Мересса та Грильйона, забивши понад 300 м'ячів, а потім працював тренером команд А, В та U-18, і, нарешті, був селекціонером та головним тренером. З «Ам'єном» здобув путівку до Ліги 2, але згодом знову повернувся до Ліги 3 й наприкінці 1979 року на пів місяців був заміщений на свого помічника, Поля Прювоста, який потім залишався в клубі й працював тренером молодіжних команд. У 1980 році до клубу прибув Клод Ле Ру спочатку як граючий тренер, а потім повністю сконцентрувався на тренерській роботі. Будучи впевненим у тому, що «є реальні можливості досягти чогось у короткостроковій або середньостроковій перспективі», він проводить зміни в тренерському штабі клубу, але в нього не виходить вийти до Ліги 2. Габріель Демменез прийшов як граючий тренер разом з Клодом Ле Ру, але замінив останнього на тренерському містку лише в 1983 році. Разом з клубом він спочатку підвищився в класі, а потім і повернувся до Дивізіону 3. Після прощання з Демменезом у 1985 році, його наступником став Каміль Шук'є. Зі своїм помічником заступником Робертом Бушо, вони протягом двох сезонів демонструють ті ж самі досягнення, що й Демменез, а саме підвищення в класі й виліт до Дивізіону 3 вже наступного ж сезону. Шук'є був звільнений у 1987 році і його замінив колишній гравець клубу Жоель Беуджан, який був воротарем «Ам'єна» з 1974 по 1984 рік. Тим не менше клуб опустився до Дивізіону 4, а після поразки від «Ле-Тука» й взагалі пішов у відставку. Після відходу з клубу Жоель заявив, що «він не був достатньо готовим, щоб тренувати, і тому він вважав за краще зупинятися».
Тренер резервної команди, Г'ю Жульєн, який також був колишнім гравцем клубу, очолив команду під час її виступів у Дивізіоні 4. Вже через два сезони під керівництвом Жульєна «Ам'єн» повернувся до Ліги 2 та відновив професіональний статус. Він продовжував працювати в команді до 1991 року, щоразу утримуючи команду в Лізі 2, але за декілька турів до завершення чемпіонату залишив посаду на користь свого помічника, Еммануеля Аммона. У 1992 році новим головним тренером «Ам'єна» став Патрік Парізон. Його приїзду до клубу передувала кар'єра гравця, так з 1967 по 1973 роки він захищав кольори «Сент-Етьєна», також Патрік зіграв 3 матчі в футболці національної збірної. Парізон став одним з перших, хто заговорив про створення молодіжної академії в Ам'єні, стверджуючи, що «існує потенціал в Ам'єні», «вона [команда] повинна мати інфраструктуру, джерело і, перш за все, залучати й утримувати їх [молодих гравців]» і що «поняття клубу не обмежується першою командою». Незважаючи на те, що Патріку вдалося повернути клуб до Ліги 2, і незважаючи на його запевнення про готовність й надалі досягати нових вершин з клубом, Парізона на посаді головного тренера змінює Арно Дос Сантос. Дос Сантос, який протягом чотирьох сезонів у клубі працював лише У Лізі 2, намагався його професіоналізувати, в той час останні матчі були зіграні на «Стад Мулунж». Пізніше він сказав про цей період, що він був у цілковитому порозумінні з президентом Паскалем Пулліо, а Пулліо виконував роль дуже суворого менеджера й був дуже вимогливим до гравців. У листопаді 1998 року після п'яти поспіль поразок «Ам'єн» зайняв останнє місце в турнірній позиції, і його замінив Рене Марсілья, якого Арно привів до клубу в 1994 році. До свого переходу на посаду головного тренера «Ам'єна», Марсілья тренував команду U-17 та резервний склад «Ам'єна». Йому вдалося врятувати клуб від вильоту, але в лютому наступного сезону клуб посів останнє місце в турнірній таблиці, й це призвело до звільнення Рене з посади головного тренера. Його заміна, Віктор Звунка, на початку сезону працював спортивним директором, проте після свого приходу на посаду головного тренера витягнути команду з дна турнірної таблиці не зміг й сезон 2000/01 років «Ам'єн» розпочав у Національному чемпіонаті.
Деніс Трох, колишній помічник португальця Артура Жорже в ПСЖ, вирішив розпочати самостійну кар'єру, коли президент Паскаль Пулліо запропонував йому посаду тренера. Будучи відомим серед уболівальників завдяки своїх вусів, Трох назавжди залишився в пам'яті фанів, завдяки своїй харизмі та спортивним досягненням команди протягом чотирьох сезонів, протягом яких він керував «Ам'єном». Вже в перший рік своєї роботи фахівець повернув клуб до Ліги 2 та вивів його до фіналу кубку Франції. У 2004 році, коли команда претендувала на вихід до Ліги 1, команда зрештою опустилася в турнірній таблиці після 6-ти поспіль поразок, а Трох залишив посаду головного тренера. Проте він залишився працювати в клубі на управлінській посаді. Його наступниками стали тренери, під керівництвом яких «Ам'єн» демонстрував жахливі результати. Першим був Алекс Дюпон, який протягом півтора сезону тренував команду в Лізі 2 й під керівництвом якого клуб показував доволі посередні результати, його наступник Тьєррі Лоре в 2009 році довів команду до вильоту в Національний чемпіонат, і, нарешті, його наступник Серж Романо, який пропрацював у клубі лише чотири місяці. У період між роботою цих фахівців двічі керував командою Людовік Батлі, з березня 2006 року по 2008 рік та з жовтня 2009 року по 2012 рік. Він прийшов до команди в 2000 році як керівник молодіжної академії, він приходив до команди щоразу, коли було під загрозою збереження її професіонального статусу. Під час свого першого приходу Батлі врятував команду від вильоту до Національного чемпіонату та привів її до боротьби за право виходу до Ліги 1 в 2007 році, але в підсумку команда посіла 4-те місце. Під час свого другого приходу в «Ам'єн» він підтягнув команду в турнірній таблиці Національного чемпіонату після провального старту гравців під керівництвом Сержа Романо та вивів її до Ліги 2 у 2011 році. Бателлі разом з Денісом Трохом став тренером, який протягом останніх років керував командою найдовше. З 2012 по вересень 2013 рік «Ам'єн» тренував Франсуа Де Таддео, який був визнаний найкращим тренером Ліги 2 2007 року на чолі «Меца». Тренер трохи більше одного сезону на чолі команди в Національному чемпіонаті, він не зміг вивести «Ам'єн» у Лігу 2 за підсумками свого першого сезону, а після перших шести турів у сезоні 2013/14 років, після чотирьох поспіль поразок, був звільнений з посади головного тренера, і з цього часу клуб увімкнувся в боротьбу за підвищення в класі. Його замінив Олів'є Ешуафні, який зумів зберегти команду в Національному чемпіонаті, завершивши сезон серією з 15-ти перемог поспіль. У сезоні 2014/15 років Олів'є Ешуафні на посаді головного тренера замінив Самюель Мішель, який пропрацював лише півроку й був звільнений, на той час команда посідала 8-ме місце. Його замінив Крістоф Пеллесьє. Сезон 2015/16 років став вдалим для Крістофа, оскільки «Ам'єн» вийшов до Ліги 2, а за підсумками сезону 2016/17 років здобув путівку до Ліги 1.
| Ім'я                   | Період          |
| ---------------------- | --------------- |
| М. Адамс               | 1924—xxxx       |
| Франсуа де Вогенгугбер | 1930—1933       |
| Ференц Коня            | 1933            |
| Поль Ніколя            | січ. — гр. 1934 |
| Жуль Лімбек            | гр. 1934—1935   |
| Раймон Демей           | 1935—1937       |
| Луї Фіно               | 1942—1943       |
| Кай Андруп             | 1945—1946       |
| П'єр Ілліє             | 1946—1947       |
| Моні Браунштейн        | 1947—1948       |
| Андре Рю               | 1949—1951       |
| Едуар Ардюн            | 1958—1959       |
| Жан Манковський        | 1959—1960       |

| Ім'я              | Період                |
| ----------------- | --------------------- |
| Емільєн Мересс    | 1960—1968             |
| Андре Грілльйо    | 1968—1977             |
| Робер Бушо        | 1977—1979             |
| Поль Прюво        | 1979 — гр. 1979       |
| Робер Бушо        | гр. 1979—1980         |
| Клод Ле Руа       | 1980—1983             |
| Габріель Десменез | 1983—1985             |
| Каміль Шук'є      | 1985—1987             |
| Жоель Бевжан      | 1987 — кв. 1988       |
| Г'ю Жульєн        | кв. 1988—1992         |
| Патрік Парізон    | 1992—1994             |
| Арно Дос Сантос   | 1994 — лис. 1998      |
| Рене Марсілья     | лис. 1998 — лют. 2000 |

| Ім'я              | Період           |
| ----------------- | ---------------- |
| Віктор Звунка     | лют. 2000—2000   |
| Деніс Трох        | 2000—2004        |
| Алекс Дюпон       | 2004 — бер. 2006 |
| Людовік Бателлі   | бер. 2006—2008   |
| Тьєрі Лорей       | 2008—2009        |
| Серж Романо       | 2009 — жов. 2009 |
| Людовік Бателлі   | жов. 2009—2012   |
| Франсуа Де Таддео | 2012 — вер. 2013 |
| Олів'є Ешуафні    | вер. 2013—2014   |
| Самюель Мішель    | 2014 — січ 2015  |
| Крістоф Пелессьє  | січ. 2015 —      |

### Гравці

#### Найвідоміші гравці
Першими гравцями, які виступали в клубі «Ам'єн Атлетік» були молоді люди з усіх куточків Ам'єна, багато з яких були членами Асоціації «Ліцеї д'Амен». Таким чином, з 1901 по 1904 рік, з 50-ти гравців, які виступали в клубі, 22 були «ліцеїстами». Ще в 1904 році до клубу приєдналися закордонні гравці, британські робітники з мануфактури Конті, яка розташовувалася за двадцять кілометрів від Ам'єна. Перший гравець, який залишив слід у футбольній історії Ам'єна, — це нападник національної збірної Франції Анрі Ольгар, про якого один із сучасників сказав, що він «опустив сучасних нападників до рангу боязких і збентежених дітей». Під час Першої світової війни, коли група гравців була мобілізована до лав французької армії, багато молодих людей віком від 16 до 18 років зайняли місце в складі команди. Наприкінці світової війни, ці молоді гравці заграли настільки впевнено, що керівництво «Ам'єна» в серпні 1921 року організувало відбірні матчі, в яких переглянули понад 16 гравців.
На початку 1920-х років керівництво «Ам'єна» прагнуло зробити його найсильнішим клубом у північній Франції. Для цього керівництво вже не покладалося виключно на місцевих футболістів, як-от Урбен Валле (1916—1932), Лап'єр, Грандсер та Массе, а починає запрошувати гравців з інших футбольних клубів. Виступали в «Ам'єні» й легіонери, британці Томпсон (1921—1930-ті) та Шелдон (1923—1927), бельгійці Мішель (прийшов до команди в 1921 році) та Аерт (прийшов у 1923 році), італієць Перуччі (прийшов у 1924 році). Виступали в команді й відомі французи, гравці або майбутні гравці національної збірної: Марсель Брон (1921—1923), Моріс Тедьє (1922—1925), Едуард Макарт (прийшов у 1923 році), Жорж Таісн (1926—1937), Поль Ніколя (1929—1931), Селестен Дельмер (1930—1932) та Ернест Лібераті (1929—1932). Ці придбання цілком виправдовують себе, оскільки клуб двічі виграв Дивізіон Пошани чемпіонату Північної Франції. Проте в 1932 році клуб відмовився проходити на професіональний рівень і тому втрачає своїх найкращих гравців, які перейшли до професійних команд. Лише окремі футболісти, як Таісн продовжували виступати на аматорському рівні. Після отримання професійного статусу в 1933 році «Ам'єн» запросив нових гравців, у тому числі й колишніх гравців національної збірної, як-от Огюстен Шантрель (1933—1934) та Андре Тассен (1934—1935), але витрати клубу все збільшувалися.
Під час Другої світової війни та другого професійного періоду клубу з 1945 по 1952 роки «Ам'єн» запросив двох гравців з сусіднього клубу ГСП Альбер: італійського захисника Лідо Альбанезі (прийшов у 1945 році) та воротаря Жана Капарт (1942—1952). Вони виступали разом з іншим місцевим гравцем, захисником Амеді Ушаром (1945—1951), а також з трьома гравцями, які потім працювали в ньому тренерами, Луї Фіно (1942—1944), Едуард Ардюн (1947-бл. 1955 року) та Жан Манковський (1950—1952), а також з Роже Гравою (1942—1943 роки), який помер в авіакатастрофі на Суперзі 1949 року, в якій загинула вся команда «Торіно». Зі втратою професіонального статусу в 1952 році деякі гравці клубу залишають команду, але деякі вирішили залишитися в клубі, незважаючи на аматорський статус, наприклад Джек Броун (1946—1961), який народився в Ам'єні, а його батько Марсель — також був футболістом, а також Жак Фалізе (1945—1966), який залишався в клубі вже понад двадцять років.
Період перебування на тренерському містку Андре Грильйона, з 1968 по 1977 роки, також ознаменувався появою цілої групи гравців, які залишили свій слід в історії клубу: воротаря Жоеля Боужуана (1974—1982), захисників Поль Імела (1965—1980), Клод Ксантип (1964—1971), Роже Лякур (1969—1984) та Йоанн Сврек (1973—1980), півзахисників Жан-Луї Делкру (1972—1980), Жуї Фромгольц (1973—1979) та П'єр Манковський (1968—1970 та 1979—1983) та нападники Леонель Саши (1960—1967, а потім 1972—1974), Жиль Крапуле (1974—1979), Жубер Скупник (1973—1976) та Робер Бушо (1962—1975). З 1980-х і до початку 1990-х років, коли команда переміщувалася між Дивізіоном 2 та Дивізіоном 4, її кольори захищали футболісти різного рівня кваліфікації. В основному це були молоді гравці, які робили свої перші кроки в дорослому футболі перш ніж перейти до клубів Ліги 1, серед них виділяються Тедді Бертен (1987—1991), який згодом перейшов до «Гавру», та Жераль Батікл (1989—1991), який перейшов до «Осера», а також гравці, які завершували кар'єру гравця, наприклад, Тьєрі Добелле (1984—1997). ЦЯ епоха відрізняється гравцями, які затримувалися в клубі все менше і менше, незважаючи на це багато з них ставали улюбленцями фанатів, незважаючи на виступи в «Ам'єні» протягом усього лише декількох сезонів, наприклад, Лорана Бушез (1979—1982) або Жан-П'єр Саллат (1981—1984). Деякі гравці все ж залишалися в команді на термін понад трьох сезонів, незважаючи на періодичні вибування та підвищення, серед них Габріель Деменез (1980—1985), Патрік Абрахам (1984—1986 та 1988—1992 роки), Ерік Бала (1980—1985), Ліонель Богран (1977—1986), Тьєррі Боналар (1983—1987) та Мартіаль Буде (1983—1987). В цей час у складі команди виступав також гравець французької збірної Марк Бердол, який залишив клуб вже через 6 місяців.

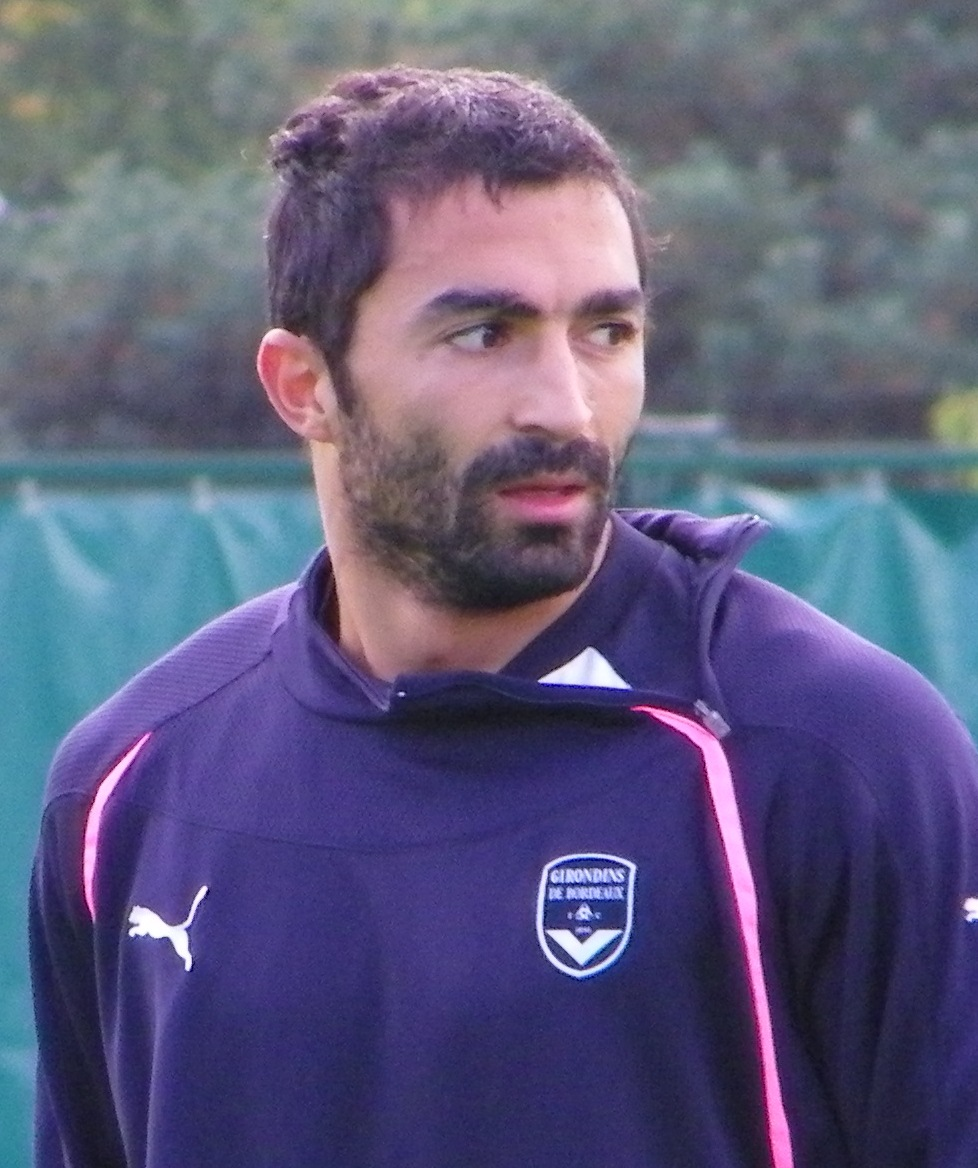
Півзахисник Фахід Бен Хальфалла розпочинав свою професійну кар'єру в «Ам'єні».

Клуб відновлює професіональний статус у 1991 році й до 2000 року протягом наступних 8-ми сезонів виступає в Лізі 2, в цей час найвідомішими гравцями були: Стефан Адам (1993—1995), Раймон Локулі (1993—1998), Олів'є Піко (1995—1998), Філіп Поіл (1995—2001), Крістоф Раймон (1987—1997, а також 1999—2000), Лахдар Аджалі (1994—1997 та 2000—2002) та Карел Яролім (1990—1991 роки). Ключовими гравцями «Ам'єна» у 2000-х роках були два легіонери своїх національних збірних: тоголезець Жан-Поль Абало (1995—2005) та конголезець Оскар Еволо (1996—2005), які захищали кольори клубу відповідно десять та дев'ять років, до 2005 року. Вони брали участь у кампанії, в якій «Ам'єн» дійшов до фіналу Кубку Франції 2001 року, разом з Еммануелем Дюшеменом (1997—2003), Жюльєном Лашором (1996—2003), Арно Лебрюном (1998—1999 та 2000—2005), Жан-Франсуа Рів'єром (2000—2003) та Пітер Сампілем (2000—2002). Під час виступів у Лізі 2 з 2001 по 2009 рік у клубі з'являються хороші гравці, включаючи й вихованців молодіжної академії, відкритої в 1996 році, як-от Іссіар Діа (2003—2006) та Сиріл Мервіль (2001—2007). Цей тривалий період на найвищому рівні дозволяє декільком молодим гравцям розпочати свою кар'єру в клубі, перш ніж перейти до клубів Ліги 1, протягом більш-менш тривалого проміжку часу. Таким чином, Фабріс Абріель (2001—2004), Фахід Бен Хальфалла (2001—2005), Антуан Бюрон (2003—2009), Жоель Самі (2004—2008) по-справжньому розпочинають свою кар'єру в «Ам'єні». У 2000-х роках також двоє нападників, Хамедом Діалло (2001—2003) та Давід Суарес (2003—2004), ставали найкращими бомбардирами, а двоє півзахисників, Тібо Жиресс (2006—2009) та Давід Де Фрейтас (2005—2007), залишили свій слід в історії клубу, особливо у 2007 році, коли «Ам'єн» посів 4-те місце в Лізі 2.
У розпал періоду нестабільності, який клуб переживає з 2008 року, деякі гравці встигають стати улюбленцями фанів, серед них воротар Ландрі Боннефо (2009—2012), який навіть відзначився голом у чемпіонаті та захисник клубу Томаса Мінньєлл (1999—2001 роки, а потім 2010—2013 роки).
У 2000 році читачі Courrier picard обрали «команду століття Ам'єна», до складу якої входили Жоель Боужуан, Тедді Бертен, Урбан Валлет, Поль Імієла, Джек Браун, Гуй Фромгольц, Жан-Луї Делкруа, П'єр Манковський, Карел Яролім, Жеральд Батісле та Жубер Скупник, а як гравці заміни — Жак Фалізе, Клод Ксантіпп та Робер Бушо. Команда складається переважно з гравців з 1970-х та 1980-х років, без жодного гравця 1990-х років, і лише за участю одного гравця зі славетного періоду клубу 1920-х років.
| Michel (в) Viseur Валле Grandsert Riu Дельмер Лібераті Тайсне Dinouart M. Braun Ніколя |
| Склад у матчі півфіналу Кубка Франції 1930 року                                        |

| Lachuer (в) Leroy Абало Strzelczak Lebrun Duchemin Еволо Darbelet Rivenet Sampil Coquelet |
| Склад у матчі фіналу Кубка Франції 2000 року                                              |

| Merville (в) Boche Vairelles Sami Lahaye De Freitas Levrat Жиресс Buron Heitzmann Raynier |
| Склад у сезоні 2006/2007                                                                  |

| Beaujouan (в) Bertin Валле Imiéla J. Braun Fromholtz Delecroix Mankowski Яролім Батікл Skupnik |
| Символічна збірна 20 століття за версією читачів Courrier picard                               |

#### Гравці збірної Франції
| Гравець          | Викликів | Період    | Sél. (total) |
| ---------------- | -------- | --------- | ------------ |
| Селестен Дельмер | 6        | 1930—1931 | 11           |
| Анрі Ольгард     | 1        | 1908      | 1            |
| Ернест Лібераті  | 16       | 1930—1932 | 19           |
| Поль Ніколя      | 7        | 1929—1931 | 35           |
| Жорж Таїсн       | 3        | 1927      | 3            |
| Моріс Тедьє      | 1        | 1925      | 1            |
| Урбен Валлет     | 21       | 1925—1929 | 21           |
| Загалом          | 55       | 1908—1932 | 91           |

З моменту створення клубу в 1901 році, сім гравців одягали футболку національної збірної Франції під час своїх виступів в «Ам'єні»: Урбен Валлет, Ернест Лібераті, Пол Ніколя, який також був капітаном під час цих матчів, Селестен Дельмер, Жорж Таїсн, Анрі Ольгард та Моріс Тедьє.
Загалом гравці «Ам'єна» викликалися до національної збірної, рекордсменом за цим показником є Урбен Валлет (21 раз), в той час як Ернест Лібераті отримав лише 16 викликів. Усі вони викликалися в 1920—30-х роках, коли команда виступала під назвою «Ам'єн Атлетік Клюб», за винятком Анрі Ольгара (1908 рік). Анрі Ольгар та Урбен Валлет займають особливе місце в історії клубу, оскільки вони стали учасниками Олімпійських ігор, вперше в 1908 році в Лондоні та вдруге в 1928 році в Амстердамі. Обидва зіграли в першому раунді, Ольгар взяв участь у програному (0:9) поєдинку проти Данії, а Валлет — у програному (3:4) поєдинку проти Італії. Ернест Лібераті та Селестен Дельмер змагалися на першому Чемпіонаті світу з футболу в 1930 році в Уругваї. Лібераті зіграв у всіх трьох матчах першого раунду, а Дельмер — лише в останньому. Лібераті взяв участь у матчі-відкритті турніру проти Мексики 13 липня 1930 року, відправивши мексиканців розігрувати м'яч з центру поля вже на 19-й хвилині, завдяки Люсьєну Лорану, який ударом в повітрі відзначився голом і став автором першого голу на цьому Чемпіонаті світу, а Лібераті став першим автором гольової передачі.
Зовсім нещодавно нападник клубу Абдулайе Балде в складі юнацької збірної Франції U-19 став переможцем чемпіонату Європи з футболу U-19, відзначившись 4-ма голами та ставши найкращим бомбардиром турніру.

## Масова культура

### Протистояння
Протягом своєї історії клуб мав декілька принципових протистоянь. Напередодні початку епохи професіоналізму у французькому футболі в 1932 році клуб «Ам'єн Атлетік» часто мав принципові протистояння з іншими клубами Ам'єна, як-от «Стад ам'єно», чиї зустрічі у місцевій пресі отримали назву ам'єнське дербі. «Journal d'Amiens» так описує перемогу Ам'єн-Атлетик Клубу 1921 року над «Стад ам'єну» з рахунком 1:0: «як і в кожному місцевому Дербі, було протистояння між гравцями обох клубів; не було жодного недоліку в ньому, окрім падіння в штрафному майданчику, яке вгледіли лише глядачі та рефері». З тих пір клуб не грав більше офіційних матчів проти інших місцевих команд, оскільки дуже рідко двоє клубів з одного міста виступали в одному розіграші чемпіонату Франції. На даний час другим найкращим клубом міста є «Атлетік Клуб Ам'єн», який виступає в другому дивізіоні аматорського чемпіонату Франції, але ці команди жодного разу не перетиналися в офіційних змаганнях.
На рівні департаменту Сомми «Ам'єн» має принципове протистояння з СК Абревіль, розташований на відстані 45-ти кілометрів від Ам'єна, він декілька разів опинявся в тому ж дивізіоні, що й «Ам'єн», але в усіх випадках одразу ж вилітав до нижчого дивізіону. Матч між двома клубами часто збирають вдвічі більше глядачів, як це було на поєдинку в лютому 1967 року на «Стад Мулунж», який завершився перемогою «Абревіля» з рахунком 5:4 після багатьох суперечливих моментів у ньому. СК «Абревіль» також виступав у Дивізіоні 2 у період з 1980-х по 1990-ті роки, в той час як Ам'єн балансував між Дивізіоном 2 та Дивізіоном 3. Таким чином, обидва клуби опинилися разом у Дивізіоні 2 в сезонах 1984/85 та 1986/87 роках, три матчі між цими суперниками завершилися нульовою нічиєю, а в одному поєдинку перемогу святкували абревільці.
| Клуб       | Сезони | І  | В | Н | П | ЗМ | ПМ | РМ |
| ---------- | ------ | -- | - | - | - | -- | -- | -- |
| «Буве-Ої»  | 9      | 18 | 6 | 7 | 5 | 20 | 21 | -1 |
| «Абревіль» | 2      | 4  | 0 | 3 | 1 | 3  | 4  | -1 |

Клуб виступав у Північній лізі Па-де-Кале з 1918 року, допоки в 1967 році не була створена Ліга Пікардії, до якої він одразу ж і приєднався. Незважаючи на територіальну близькість до Північного Па-де-Кале, СК «Ам'єн» не має принципового протистояння з футбольними клубами цього регіону. На рівні Пікардії є протистояння з «Бово-Уї» та «Олімпік» (Сен-Куентен). Проте найпринциповішими суперником залишається АС «Буве», оскільки обидва клуби представляють найбільші міста Пікардії, воно відоме під назвою Дербі Пікардії. Обидва клуби виступали разом у професійному футболі з 1991 по 2004 рік і зіграли 18 разів у Дивізіоні 2 та Лізі 2. Незважаючи на те, що «Ам'єн» у сезоні 1991/92 років виступав у Дивізіоні 2 одночасно з Олімпіком (Сен-Куентен), обидва клуби потрапили до різних гру і тому не зустрічалися один з одним.
Незначна кількість матчів, які «Ам'єн» зіграв проти клубів зі свого регіону у вищих дивізіонах чемпіонату Франції, пояснюється тим, що лише чотири клуби з Ліги Пікардії виступали у Дивізіоні 2, а саме: АС «Бове», «Олімпік» (Сен-Куентен), СК «Абревіль» та АФК «Кріл». З моменту створення Ліга Пікардії в 1967 році СК «Ам'єн» був найсильнішим клубом Пікардія, виграючи титул чемпіона з 1970 по 1979 роки, з 1994 по 1996 роки, з 1997 по 2000 роки, з 2002 по 2009 роки, а також з 2010 року.

### Підтримка вболівальників

#### Уболівальники
Вже незабаром після створення в 1901 році «Ам'єна Атлетік Клюбу» на матчі клубу починають приходити перші глядачі, щоб переглянути матчі. З 1905 року місцева влада почала заохочувати відвідування матчів та підтримку футболістів, але глядацька аудиторія збиралася нечисленна. Перша організована група фанів клубу — Друзі прихильників ААК — була створена в квітні 1926 року з метою зміцнення зв'язків між членами клубу та їх вболівальниками. «Друзі» організовували поїздки на виїзні матчі клубу, щоб мати змогу їх переглянути, а також організовували вечірки, зустрічі вболівальників з гравцями та видавали власний щомісячний інформаційний бюлетень.
На той час «Ам'єн» мав декілька груп фанів, які діяли в рамках закону про типи асоціацій від 1901 року. У 1993 року виникла група АС «Кутон», а в 1995 році, вже на «Стад Мулунж», з'явилася нова група — «Білі Дияволи». А вже незабаром з'явилося й димове шоу, яке допомагало анімувати стадіон. Однак через конфлікт всередині групи лідерів цього руху, в 1996 році вони вирішили змінити назву на «Білий Фенікс». Розташована на трибуні група «Матенс» починає виходити за межі стадіону, щоб там зустрічати своїх улюбленців. І наприкінці сезону 1996/97 років ця група розпадається. У 1999 році колишні члени «Білого Фенікса» заснували нову фанатську групу, «Білі Єдинороги». «Копи» також перейшли на новий стадіон й почали гуртуватися на Південній трибуні, на початку 2000-х років вони змінили свою на зву на «Копи Білих Єдинорогів». Починаючи з сезону 2005/06 років ця група починає збиратися на Північній трибуні.
Починаючи з сезону 2013/14 років клубний стадіон прикрашають дві фанатські групи: «Копи Білих Єдинорогів» та «АС Кутон».

#### Відвідуваність
Футбол в Ам'єні, який спочатку існував на умовах повної конспірації, згодом став відкритим й почав приваблювати глядачів. Проте вже 10 жовтня 1909 року під час відкриття стадіону на вулиці Анрі Доссі, в поєдинку проти «Рубе», на якому були присутніми 1000 глядачів. Відвідуваність починає зростати з 1920-х років. У період з 1922 по 1924 рік на стадіоні Мулунж в середньому на кожному матчі були присутніми від 1000 до 2000 глядачів. Після створення чемпіонату Північної Франції в 1924 році, відвідуваність коливається між 2000 і 5000 глядачів, а напередодні втрати професіонального статусу в 1937 році, максимальна відвідуваність досягла 7000 глядачів, наприклад, як під час матч проти «Руану» в лютому 1936 року.
Після втрати професіонального статусу, на стадіоні «Мулунж» збирається не більше 300—500 найвірніших уболівальників, однак, після відродження професіонального статусу, яке відбулося в 1945 році, відвідуваність збільшується до 3000 — 4000 глядачів. З 1952 по 1991 роки, під час чергового аматорського періоду в історії клубу, відвідуваність стабілізувалася на позначці 3000 глядачів у Другому дивізіоні та 2000 глядачів, коли клуб опустився до нижчого дивізіону.
Побудова стадіону «Лікорн» у 1999 році дала змогу збільшити відвідуваність домашніх поєдинків «Ам'єна». Якщо на старому стадіоні в середньому були присутні близько 5000 глядачів, то вже в першому сезоні на новозбудованому стадіоні в середньому були присутні по 7672 глядачі на кожному поєдинку. Приблизно на цьому ж рівні відвідуваність зберігається й у 2000-х роках. Найкраща середня відвідуваність поєдинків «Ам'єна» була зафіксована в сезоні 2011/12 років (в середньому — 9573 глядачі).

### Зв'язок зі ЗМІ
З початку XIX століття інформація про футбол знайшла своє відображення й в ам'єнській періодиці. Незважаючи на те, що команда регулярно виступала з 1902 року, публікації в пресі, присвячені клубу, залишалися нечисленними до 1914 року. Автор цих перших статей — Жозеф Буланжер, дописувач у ам'єнському журналі «Прогрес Сомми», а також віце-президент «Ам'єн Атлетік Клюб». У статті від 17 грудня 1902 року він присвятив приблизно п'ятнадцяти рядків опису перемогу Ам'єна з рахунком 3:0 над УС Сен-Куентен у фіналі чемпіонату Пікардії. Поступово в журналі «Le Journal d'Amiens» відводиться все більше місця. У ньому з'являється не лише інформація про футбольні матчі, але й інші спортивні події, як-от будівництво нового стадіону на вулиці Анрі Доссі в 1909 році, а також протистояння «Ам'єна» Лондонській Міській Раді Футболу в 1910 році. Інтерес до цього нового спорту поступово зростає, й у 1920-х роках дедалі більше і більше фотографій прикрашають статті, в яких автори вже не соромляться висловлювати власні думки про поєдинок. Наприклад, 10 грудня 1923 року, по завершенню матчу Дивізіону Пошани між «Ам'єном» та «Рубе», у «Journal d'Amiens» з'явилися наступні слова: «якість гри була далеко не найкращою. Треба визнати, що гра була цікавою, навіть емоційною, але футбол був непоганим». З іншого боку, з'являються національні газети, а матчі клубу висвітлюються в «Дзеркалі спорту» фр. Miroir des Sports, створена в 1920 році, або в «Матчі» (фр. Match), який опублікував, наприклад, 18 березня 1930 року статтю про команда напередодні півфіналу Кубку Франції.
Основна щоденна газета Пікардії, «Кур'єр Пікардії» (фр. Le Courrier picard), створена в 1944 році на базі «Journal d'Amiens» та «Progrès de la Somme», надавала значну частину місця в виданні для висвітлення діяльності «Ам'єна». Матчі клубу висвітлювалися вже давно, але згодом їх почав висвітлювати Ліонель Гербет, який вперше це зробив 25 грудня 1964 року під час товариського матчу проти «Гавра», який на даний час в Ам'єні є відповідальним за зв'язок з медіа. З іншого боку, як і до всіх професіональних французьких клубів, до клубу прикута увага й загальнонаціональних ЗМІ, як-от France Football та L'Équipe. «Ам'єн» публікував свою власну газету, Objectif Foot, яка з 1994 по 2009 рік повідомляла про спортивне життя клубу. Ця газета розповсюджувалася як додаток до Courrier Picard або на вході до стадіону під час домашніх матчів.

## Інші команди

### Резервна команда
«Ам'єн», як і більшість французьких клубів, має власну резервну команду, яка грає в нижчому дивізіоні, ніж перша команда. Кількість цих команд та їх роль для клубу протягом історії неодноразово змінювалася. На початку XX століття УСФСА організовувала спеціальний чемпіонат для других команд, в якому «Ам'єн» тріумфував двічі, в 1908 році після перемоги з рахунком 3:1 над «Торкоеном» та в 1911 році, після перемоги над «Стад Бордело». Проте з 1919 року, після припинення розіграшів чемпіонатів під егідою УСФСА, резервні команди починають виступати в нижчих футбольних дивізіонах, так у 1970—1980-х роках «Ам'єн» мав три резервні команди. У 1990-х роках це число зменшується до двох, а в 2002 році залишилася лише одна, ця команда, в основному, виконувала роль підготовки для молодих вихованців клубу (з 1997 року). Найбільшим досягненням резервної команди стала участь у Дивізіоні 3, у сезонах 1977/78 та 1984/85 років.
Резервна команда наразі виступає на «Стад Мулунж», де раніше виступала головна команда, й у сезоні 2013/14 років виступала в Другому дивізіоні аматорського Чемпіонату Франції, двома рівнями нижче, від першої команди.

#### Жіноча команда
Після декількох прохань ініціативної групи, у вересні 1924 році, в Ам'єні була створена перша жіноча футбольна команда. Проте, окрім інформації про її створення, преса більше не згадує про неї жодним словом. З 1 липня 2012 року «Ам'єн» офіційно має жіночу футбольну команду. Ця команда була представлена КС Ам'єн Монтьєрс Етюв, який було ліквідовано, а її гравчині перейшли до «Ам'єна». Відразу після цього команда отримує назву та кольори КСА на сезон 2013/14 років, але продовжує грати на «Стад Монтьєр».
Жіноча команда КС Ам'єн Монтьєрс Етюв була створена в 1997 році. У сезоні 1998/99 років команда дебютувала в чемпіонаті департаменту Уаза. Перше місце, яке команда завоювала в цьому чемпіонаті, дало змогу їй вийти до Дивізіону Пошани, першого дивізіону новоствореного чемпіонату Пікардії, в якому вона виступала починаючи з сезону 1999/00 років. КС Ам'єн Монтьєрс Етюв також п'ять разів, з 2007 по 2011 рік, вигравав чемпіонат Пікардії, а в 2009 році завоював і Кубок Пікардії. Дебютував у чемпіонаті Франції в 2011 році, у другому дивізіоні французького чемпіонату, завершивши його на 6-й позиції в своїй групі.
Саме в новій формі жіноча команда «Ам'єна» виступала в Дивізіоні 2. Президентом жіночої команди є Домінік Флауа, а головним тренером — Йоан Акваір.

#### Молодіжні команди
Протягом історії клубу в ньому також були й молодіжні команди. На даний час наймолодшою категорією в клубній академії клубу є команда U-10. Команди U-17 та U-19 — єдині вікові категорії, для яких на даний час Французька футбольна федерація організовує національний чемпіонат, й у цих категоріях в сезоні 2013/14 років «Ам'єн» також виставив свої команди в національному чемпіонаті.

### Інші види спорту
«Ам'єн Атлетік Клюб» було засновано як мультиспортивний клуб. Спочатку члени клубу були байдужими до футболу й займалися тенісом, легкою атлетикою та плаванням.
Секція тенісу була заснована у 1904 році 16-річним Анрі Пете. У 1960 році секція тенісу відокремилася й було організовано власний Спортивний Клуб «Ам'єн-Теніс». Це єдина спортивна секція «Ам'єну», яка на даний час збереглася й виступає під своєю оригінальною назвою. У клубі функціонує чоловіча та жіноча команди, які виступають в Міжклубному чемпіонаті Франції з тенісу.
У 1967 році, коли було відкриту першу льодову арену в Ам'єні, в СК «Ам'єн» була створена секція зимових видів спорту, до якої увійшли хокей, фігурне катання й танці на льоду, а Жак Ренел став її першим президентом. За підсумками сезону 1981/82 років хокейна команда клубу стала переможницею Другого дивізіону чемпіонату Франції й виборола путівку до еліти французького хокею. Але в 1990 році керівництво хокейної секції через фінансові проблеми розпочало процедуру банкрутства й команду було розформовано. У 1991 році за сприяння муніципалітету Ам'єна та Генерального консульства департаменту Сомма та за участю нових спонсорів було відновлено хокейну команду, але тепер вона не мала нічого спільного з СК «Ам'єн». «Хокейний Клуб Ам'єн Сомма», яка дістала прізвисько «Готік Ам'єн», з цього часу виступала у вищому дивізіоні французького хокейного чемпіонату й у 1999 та 2004 років ставала його переможцем. Подібним чином склалася й доля секції плавання в СК «Ам'єн» на початку 1990-х років. Вона отримала друге життя в 1991 році, але вже під назвою «Ам'єн Нататьйон». У 2004 році клуб змінив назву на «Ам'єн Метрополь Нататьйон», його найвідомішим членом був олімпійський чемпіон і чемпіона світу з плавання Жеремі Страв'юс.